# 乃木坂46的「乃」
《乃木坂46的「乃」》（日语：／*/?）簡稱「乃木的乃」（乃木のの），是日本文化放送自2013年4月7日起播出的廣播綜藝節目，每週日18:00 - 18:30播出，由女子偶像團體乃木坂46的成員輪流主持，這是乃木坂46第一個冠名的廣播節目。
2013年4月7日（以文化放送的播出日為準，下同）節目開播初期的簡稱為（全部為平假名），但因應Twitter趨勢標籤等因素，於2021年2月21日試驗性地改為，並自翌週2月28日起正式更名為。

## 企劃單元
使用氣球進行的乃木坂46成員1分鐘自我宣傳Jingle
在氣球爆炸的1分鐘內來宣傳自己
平時新聞
想問成員的事及自己想報告的事情
莫霍洛維奇
關於奇天烈用語，成員們不懂裝懂的談話
乃木坂偵探社
探討乃木坂46以外的偶像團體情報介紹
乃木坂學員教員清單
2013年5月5日開始，請觀眾我們每所學校都會有的教師或教授，不限地區、世代
乃木坂1／3
2013年6月2日開始，要觀眾想出符合當日收入的三位成員之一的主題，如果三位成員提出了某一位相同的主題，則那位觀眾課或的一份「精美禮物」
還沒登上部落格上的新聞
2013年8月18日開始，成員的個人部落格的文章在上傳前先行發布
乃木坂46認真調查
2014年11月9日開始，收錄成員調查觀眾的問題，共會有三題
乃木坂介紹
2015年4月26開始，以有趣的方式較上乃木坂46的成員
乃木坂成員目擊談
2017年4月7日開始，提出「乃木坂成員這樣做！」想法成員的目擊敘述
乃木坂告示牌
2018年5月6日開始，乃木坂成員在其他電視、廣播、雜誌等發表自己言論的企劃
乃木調查組
2018年5月13日開始，研究乃木坂成員感興趣的內容，有疑問的內容，可以私自教導
乃木坂前三名！
2018年9月30日開始，原是9月13日公開錄製的特別企劃，思考乃木坂46前三名的成員，來猜猜看他們的排名是什麼
乃木的乃 高水準對談
自2018年10月21日開始播出。原本是2018年9月13日公開錄音時的特別企劃。作為對談主題，節目會以困難的關鍵詞為基礎進行討論。

## 放送回數列表
- 播出日期原則上以文化放送為基準。但文化放送休播並轉播至地方電台的集數，僅將地方電台的預告播出日期標示，其他則以括號標註文化放送原定播出日期[6]。

| 2013年 | 2013年   | 2013年 | 2013年                                               | 2013年                                                      |
| 回數   | 播放日期 | 出演成員 | 備註                                                 | MC                                                          |
| ------ | -------- | --- | ---------------------------------------------------- | ----------------------------------------------------------- |
|        | 4月6日   | 若月佑美、生田繪梨花、齋藤飛鳥 | 預告篇                                               |                                                             |
| 1      | 4月7日   | 若月佑美、生田繪梨花、齋藤飛鳥 | 節目開播                                             | 若月佑美連續擔任1－10回的MC（初代）                         |
| ２     | 4月14日  | 若月佑美、生田繪梨花、齋藤飛鳥 |                                                      | 若月佑美連續擔任1－10回的MC（初代）                         |
| 3      | 4月21日  | 若月佑美、井上小百合、畠中清羅 |                                                      | 若月佑美連續擔任1－10回的MC（初代）                         |
| 4      | 4月28日  | 若月佑美、井上小百合、畠中清羅 | 文化放送停止播放棒球轉播節目                         | 若月佑美連續擔任1－10回的MC（初代）                         |
| 5      | 5月5日   | 若月佑美、永島聖羅、深川麻衣 |                                                      | 若月佑美連續擔任1－10回的MC（初代）                         |
| 6      | 5月12日  | 若月佑美、永島聖羅、深川麻衣 |                                                      | 若月佑美連續擔任1－10回的MC（初代）                         |
| 7      | 5月19日  | 若月佑美、中田花奈、能條愛未 |                                                      | 若月佑美連續擔任1－10回的MC（初代）                         |
| 8      | 5月28日  | 若月佑美、秋元真夏、櫻井玲香 |                                                      | 若月佑美連續擔任1－10回的MC（初代）                         |
| 9      | 6月2日   | 若月佑美、川村真洋、宮澤成良 |                                                      | 若月佑美連續擔任1－10回的MC（初代）                         |
| 10     | 6月9日   | 若月佑美、衛藤美彩、大和里菜 |                                                      | 若月佑美連續擔任1－10回的MC（初代）                         |
| 11     | 6月16日  | 松村沙友理、生田繪梨花、生駒里奈 |                                                      | 松村沙友理擔任11－19回的MC（2代），是歷任MC中擔任時間最短的 |
| 12     | 6月23日  | 松村沙友理、永島聖羅、西野七瀨 |                                                      | 松村沙友理擔任11－19回的MC（2代），是歷任MC中擔任時間最短的 |
| 13     | 6月30日  | 松村沙友理、中田花奈、大和里菜 |                                                      | 松村沙友理擔任11－19回的MC（2代），是歷任MC中擔任時間最短的 |
| 14     | 7月7日   | 松村沙友理、高山一實、齋藤千春 |                                                      | 松村沙友理擔任11－19回的MC（2代），是歷任MC中擔任時間最短的 |
| 15     | 7月14日  | 松村沙友理、川後陽菜、川村真洋 |                                                      | 松村沙友理擔任11－19回的MC（2代），是歷任MC中擔任時間最短的 |
| 16     | 7月21日  | 松村沙友理、畠中清羅、宮澤成良 |                                                      | 松村沙友理擔任11－19回的MC（2代），是歷任MC中擔任時間最短的 |
| 17     | 7月28日  | 松村沙友理、市井玲奈、井上小百合 |                                                      | 松村沙友理擔任11－19回的MC（2代），是歷任MC中擔任時間最短的 |
| 18     | 8月4日   | 松村沙友理、深川麻衣、大和里菜 |                                                      | 松村沙友理擔任11－19回的MC（2代），是歷任MC中擔任時間最短的 |
| 19     | 8月11日  | 松村沙友理、生田繪梨花、生駒里奈、伊藤萬里華、 井上小百合、衛藤美彩、齋藤優里、櫻井玲香、 高山一實、中田花奈、西野七瀨、橋本奈奈未、 深川麻衣、若月佑美、星野南 | 「山中湖祭典」公開收錄                               | 松村沙友理擔任11－19回的MC（2代），是歷任MC中擔任時間最短的 |
| 20     | 8月18日  | 衛藤美彩、伊藤萬理華、高山一實 |                                                      | 衛藤美彩擔任20－33回的MC（3代）                             |
| 21     | 8月25日  | 衛藤美彩、中元日向芽、樋口日奈 |                                                      | 衛藤美彩擔任20－33回的MC（3代）                             |
| 22     | 9月2日   | 衛藤美彩、櫻井玲香、和田瑪雅 |                                                      | 衛藤美彩擔任20－33回的MC（3代）                             |
| 23     | 9月8日   | 衛藤美彩、川村真洋、西野七瀨 |                                                      | 衛藤美彩擔任20－33回的MC（3代）                             |
| 24     | 9月15日  | 衛藤美彩、伊藤萬理華、星野南 |                                                      | 衛藤美彩擔任20－33回的MC（3代）                             |
| 25     | 9月22日  | 衛藤美彩、井上小百合、齋藤飛鳥 |                                                      | 衛藤美彩擔任20－33回的MC（3代）                             |
| 26     | 9月29日  | 衛藤美彩、伊藤寧寧、畠中清羅 |                                                      | 衛藤美彩擔任20－33回的MC（3代）                             |
| 27     | 10月6日  | 衛藤美彩、川後陽菜、齋藤飛鳥 |                                                      | 衛藤美彩擔任20－33回的MC（3代）                             |
| 28     | 10月13日 | 衛藤美彩、中田花奈、能條愛未 |                                                      | 衛藤美彩擔任20－33回的MC（3代）                             |
| 29     | 10月20日 | 衛藤美彩、井上小百合、永島聖羅 |                                                      | 衛藤美彩擔任20－33回的MC（3代）                             |
| 30     | 10月27日 | 衛藤美彩、川村真洋、齋藤飛鳥 | 文化放送與福島電台停播「日本大賽」。僅在山梨放送播放 | 衛藤美彩擔任20－33回的MC（3代）                             |
| 31     | 11月3日  | 衛藤美彩、川後陽菜、大和里菜 | 文化放送與福島電台停播「日本大賽」。僅在山梨放送播放 | 衛藤美彩擔任20－33回的MC（3代）                             |
| 32     | 11月10日 | 衛藤美彩、井上小百合、秋元真夏、川後陽菜、橋本奈奈未 | 「大家都是家人！浜松町綠色音樂節 浜祭2013」公開收錄  | 衛藤美彩擔任20－33回的MC（3代）                             |
| 33     | 11月17日 | 衛藤美彩、井上小百合、秋元真夏、川後陽菜、橋本奈奈未 | 公開收錄後，公開收錄幕後的故事                       | 衛藤美彩擔任20－33回的MC（3代）                             |
| 34     | 11月24日 | 秋元真夏、堀未央奈、松村沙友理 |                                                      | 秋元真夏擔任34－47回的MC（4代）                             |
| 35     | 12月1日  | 秋元真夏、深川麻衣、若月佑美 |                                                      | 秋元真夏擔任34－47回的MC（4代）                             |
| 36     | 12月8日  | 秋元真夏、高山一實、和田瑪雅 |                                                      | 秋元真夏擔任34－47回的MC（4代）                             |
| 37     | 12月15日 | 秋元真夏、生駒里奈、畠中清羅 |                                                      | 秋元真夏擔任34－47回的MC（4代）                             |
| 38     | 12月22日 | 秋元真夏、櫻井玲香、永島聖羅 |                                                      | 秋元真夏擔任34－47回的MC（4代）                             |
| 39     | 12月29日 | 秋元真夏、齋藤優里、能條愛未 |                                                      | 秋元真夏擔任34－47回的MC（4代）                             |

| 2014年 | 2014年   | 2014年                             | 2014年                                                                       | 2014年                            |
| 回數   | 播放日期 | 出演成員                           | 備註                                                                         | MC                                |
| ------ | -------- | ---------------------------------- | ---------------------------------------------------------------------------- | --------------------------------- |
| 40     | 1月5日   | 秋元真夏、衛藤美彩、中元日向芽     |                                                                              | 秋元真夏擔任34－47回的MC（4代）   |
| 41     | 1月12日  | 秋元真夏、井上小百合、伊藤萬理華   |                                                                              | 秋元真夏擔任34－47回的MC（4代）   |
| 42     | 1月19日  | 秋元真夏、伊藤寧寧、大和里菜       |                                                                              | 秋元真夏擔任34－47回的MC（4代）   |
| 43     | 1月26日  | 秋元真夏、川後陽菜、中田花奈       |                                                                              | 秋元真夏擔任34－47回的MC（4代）   |
| 44     | 2月2日   | 秋元真夏、高山一實、中田花奈       |                                                                              | 秋元真夏擔任34－47回的MC（4代）   |
| 45     | 2月9日   | 秋元真夏、齋藤飛鳥、松村沙友理     | 文化放送停止放送東京都知事選舉計票的特別節目                                 | 秋元真夏擔任34－47回的MC（4代）   |
| 46     | 2月16日  | 秋元真夏、永島聖羅、能條愛未       |                                                                              | 秋元真夏擔任34－47回的MC（4代）   |
| 47     | 2月23日  | 秋元真夏、川村真洋、深川麻衣       |                                                                              | 秋元真夏擔任34－47回的MC（4代）   |
| 48     | 3月2日   | 川後陽菜、衛藤美彩、伊藤寧寧       |                                                                              | 川後陽菜擔任48－61回的MC（5代）   |
| 49     | 3月9日   | 川後陽菜、畠中清羅、若月佑美       |                                                                              | 川後陽菜擔任48－61回的MC（5代）   |
| 50     | 3月16日  | 川後陽菜、伊藤萬理華、井上小百合   |                                                                              | 川後陽菜擔任48－61回的MC（5代）   |
| 51     | 3月23日  | 川後陽菜、齋藤優里、新內真衣       |                                                                              | 川後陽菜擔任48－61回的MC（5代）   |
| 52     | 3月30日  | 川後陽菜、北野日奈子、櫻井玲香     |                                                                              | 川後陽菜擔任48－61回的MC（5代）   |
| 53     | 4月6日   | 川後陽菜、齋藤千春、永島聖羅       |                                                                              | 川後陽菜擔任48－61回的MC（5代）   |
| 54     | 4月13日  | 川後陽菜、高山一實、畠中清羅       |                                                                              | 川後陽菜擔任48－61回的MC（5代）   |
| 55     | 4月20日  | 川後陽菜、川村真洋、大和里菜       |                                                                              | 川後陽菜擔任48－61回的MC（5代）   |
| 56     | 4月27日  | 川後陽菜、秋元真夏、中元日向芽     |                                                                              | 川後陽菜擔任48－61回的MC（5代）   |
| 57     | 5月4日   | 川後陽菜、齋藤飛鳥、能條愛未       |                                                                              | 川後陽菜擔任48－61回的MC（5代）   |
| 58     | 5月11日  | 川後陽菜、衛藤美彩、齋藤千春       |                                                                              | 川後陽菜擔任48－61回的MC（5代）   |
| 59     | 5月18日  | 川後陽菜、市井玲奈、和田瑪雅       |                                                                              | 川後陽菜擔任48－61回的MC（5代）   |
| 60     | 5月25日  | 川後陽菜、伊藤萬理華、川村真洋     |                                                                              | 川後陽菜擔任48－61回的MC（5代）   |
| 61     | 6月1日   | 川後陽菜、北野日奈子、永島聖羅     |                                                                              | 川後陽菜擔任48－61回的MC（5代）   |
| 62     | 6月8日   | 中元日芽香、高山一實、畠中清羅     |                                                                              | 中元日芽香擔任62－77回的MC（6代） |
| 63     | 6月15日  | 中元日芽香、井上小百合、齋藤飛鳥   |                                                                              | 中元日芽香擔任62－77回的MC（6代） |
| 64     | 6月22日  | 中元日芽香、松村沙友理、堀未央奈   | 文化放送停止放送久保純子的廣播特別節目                                       | 中元日芽香擔任62－77回的MC（6代） |
| 65     | 6月29日  | 中元日芽香、川村真洋、中田花奈     |                                                                              | 中元日芽香擔任62－77回的MC（6代） |
| 66     | 7月6日   | 中元日芽香、齋藤飛鳥、永島聖羅     |                                                                              | 中元日芽香擔任62－77回的MC（6代） |
| 67     | 7月13日  | 中元日芽香、北野日奈子、能條愛未   |                                                                              | 中元日芽香擔任62－77回的MC（6代） |
| 68     | 7月20日  | 中元日芽香、秋元真夏、若月佑美     |                                                                              | 中元日芽香擔任62－77回的MC（6代） |
| 69     | 7月27日  | 中元日芽香、伊藤寧寧、伊藤萬理華   |                                                                              | 中元日芽香擔任62－77回的MC（6代） |
| 70     | 8月3日   | 中元日芽香、川後陽菜、齋藤飛鳥     |                                                                              | 中元日芽香擔任62－77回的MC（6代） |
| 71     | 8月10日  | 中元日芽香、伊藤卡琳、中田花奈     |                                                                              | 中元日芽香擔任62－77回的MC（6代） |
| 72     | 8月17日  | 中元日芽香、北野日奈子、和田瑪雅   |                                                                              | 中元日芽香擔任62－77回的MC（6代） |
| 73     | 8月24日  | 中元日芽香、齋藤優里、大和里菜     |                                                                              | 中元日芽香擔任62－77回的MC（6代） |
| 74     | 8月31日  | 中元日芽香、伊藤萬理華、井上小百合 | 文化放送停止播放「摩托艇記念競走」                                           | 中元日芽香擔任62－77回的MC（6代） |
| 75     | 9月7日   | 中元日芽香、秋元真夏、衛藤美彩     |                                                                              | 中元日芽香擔任62－77回的MC（6代） |
| 76     | 9月14日  | 中元日芽香、永島聖羅、畠中清羅     |                                                                              | 中元日芽香擔任62－77回的MC（6代） |
| 77     | 9月21日  | 中元日芽香、高山一實、堀未央奈     |                                                                              | 中元日芽香擔任62－77回的MC（6代） |
| 78     | 9月28日  | 齋藤飛鳥、橋本奈奈未、深川麻衣     |                                                                              | 齋藤飛鳥擔任78－91回的MC（7代）   |
| 79     | 10月5日  | 齋藤飛鳥、齋藤千春、西野七瀨       |                                                                              | 齋藤飛鳥擔任78－91回的MC（7代）   |
| 80     | 10月12日 | 齋藤飛鳥、伊藤卡琳、川後陽菜       |                                                                              | 齋藤飛鳥擔任78－91回的MC（7代）   |
| 81     | 10月19日 | 齋藤飛鳥、川村真洋、中田花奈       |                                                                              | 齋藤飛鳥擔任78－91回的MC（7代）   |
| 82     | 10月26日 | 齋藤飛鳥、高山一實、堀未央奈       | 文化放送停播「日本大賽」的轉播                                               | 齋藤飛鳥擔任78－91回的MC（7代）   |
| 83     | 11月2日  | 齋藤飛鳥、伊藤萬理華、永島聖羅     |                                                                              | 齋藤飛鳥擔任78－91回的MC（7代）   |
| 84     | 11月9日  | 齋藤飛鳥、中元日芽香、和田瑪雅     |                                                                              | 齋藤飛鳥擔任78－91回的MC（7代）   |
| 85     | 11月16日 | 齋藤飛鳥、齋藤優里、能條愛未       |                                                                              | 齋藤飛鳥擔任78－91回的MC（7代）   |
| 86     | 11月23日 | 齋藤飛鳥、北野日奈子、新內真衣     |                                                                              | 齋藤飛鳥擔任78－91回的MC（7代）   |
| 87     | 11月30日 | 齋藤飛鳥、川後陽菜、齋藤千春       |                                                                              | 齋藤飛鳥擔任78－91回的MC（7代）   |
| 88     | 12月7日  | 齋藤飛鳥、秋元真夏、高山一實       | 文化放送因播出 「第47屆日本眾議院議員總選舉東京小選舉區政見發表」 而暫停節目 | 齋藤飛鳥擔任78－91回的MC（7代）   |
| 89     | 12月14日 | 齋藤飛鳥、松村沙友理、堀未央奈     | 文化放送因播出「三野文太的選舉開票特別節目」而暫停節目                       | 齋藤飛鳥擔任78－91回的MC（7代）   |
| 90     | 12月21日 | 齋藤飛鳥、井上小百合、伊藤卡琳     |                                                                              | 齋藤飛鳥擔任78－91回的MC（7代）   |
| 91     | 12月28日 | 齋藤飛鳥、齋藤優里、川後陽菜       |                                                                              | 齋藤飛鳥擔任78－91回的MC（7代）   |

| 2015年 | 2015年   | 2015年 | 2015年                               | 2015年                              |
| 回數   | 播放日期 | 出演成員 | 備註                                 | MC                                  |
| ------ | -------- | --- | ------------------------------------ | ----------------------------------- |
| 92     | 1月4日   | 白石麻衣、永島聖羅 |                                      | 92－104回無MC，出演有兩位成員       |
| 93     | 1月11日  | 秋元真夏、中元日芽香 |                                      | 92－104回無MC，出演有兩位成員       |
| 94     | 1月18日  | 櫻井玲香、中田花奈 |                                      | 92－104回無MC，出演有兩位成員       |
| 95     | 1月25日  | 伊藤卡琳、新內真衣 |                                      | 92－104回無MC，出演有兩位成員       |
| 96     | 2月1日   | 川後陽菜、松村沙友理 |                                      | 92－104回無MC，出演有兩位成員       |
| 97     | 2月8日   | 齋藤優里、能條愛未 |                                      | 92－104回無MC，出演有兩位成員       |
| 98     | 2月15日  | 高山一實、深川麻衣 |                                      | 92－104回無MC，出演有兩位成員       |
| 99     | 2月22日  | 生田繪梨花、若月佑美 |                                      | 92－104回無MC，出演有兩位成員       |
| 100    | 3月1日   | 橋本奈奈未、松村沙友理 |                                      | 92－104回無MC，出演有兩位成員       |
| 101    | 3月8日   | 北野日奈子、堀未央奈 |                                      | 92－104回無MC，出演有兩位成員       |
| 102    | 3月15日  | 中元日芽香、和田瑪雅 |                                      | 92－104回無MC，出演有兩位成員       |
| 103    | 3月22日  | 衛藤美彩、畠中清羅 |                                      | 92－104回無MC，出演有兩位成員       |
| 104    | 3月29日  | 齋藤飛鳥、橋本奈奈未 |                                      | 92－104回無MC，出演有兩位成員       |
| 105    | 4月5日   | 川後陽菜、中元日向芽、伊藤卡琳、川村真洋、 井上小百合、齋藤千春、齋藤優里、北野日奈子、 新內真衣、寺田蘭世、中田花奈、永島聖羅、 樋口日奈、能條愛未、山崎玲奈、和田瑪雅 | 在富士急樂園公開收錄                 | MC是川後陽菜、中元日芽香            |
| 106    | 4月12日  | 星野南、秋元真夏、若月佑美 |                                      | 星野南擔任106－123回的MC（8代）     |
| 107    | 4月19日  | 星野南、高山一實、深川麻衣 |                                      | 星野南擔任106－123回的MC（8代）     |
| 108    | 4月26日  | 星野南、生駒里奈、櫻井玲香 |                                      | 星野南擔任106－123回的MC（8代）     |
| 109    | 5月3日   | 星野南、伊藤萬理華、永島聖羅 |                                      | 星野南擔任106－123回的MC（8代）     |
| 110    | 5月10日  | 星野南、川後陽菜、中田花奈 |                                      | 星野南擔任106－123回的MC（8代）     |
| 111    | 5月17日  | 星野南、伊藤卡琳、佐佐木琴子 |                                      | 星野南擔任106－123回的MC（8代）     |
| 112    | 5月24日  | 星野南、伊藤萬理華、寺田蘭世 |                                      | 星野南擔任106－123回的MC（8代）     |
| 113    | 5月31日  | 星野南、井上小百合、樋口日奈 |                                      | 星野南擔任106－123回的MC（8代）     |
| 114    | 6月7日   | 星野南、生田繪梨花、堀未央奈 |                                      | 星野南擔任106－123回的MC（8代）     |
| 115    | 6月14日  | 星野南、齋藤優里、新內真衣 |                                      | 星野南擔任106－123回的MC（8代）     |
| 116    | 6月21日  | 星野南、伊藤純奈、和田瑪雅 |                                      | 星野南擔任106－123回的MC（8代）     |
| 117    | 6月28日  | 星野南、川後陽菜、永島聖羅 |                                      | 星野南擔任106－123回的MC（8代）     |
| 118    | 7月5日   | 星野南、高山一實、西野七瀨 |                                      | 星野南擔任106－123回的MC（8代）     |
| 119    | 7月12日  | 星野南、衛藤美彩、渡邊米麗愛 |                                      | 星野南擔任106－123回的MC（8代）     |
| 120    | 7月19日  | 星野南、白石麻衣、深川麻衣 |                                      | 星野南擔任106－123回的MC（8代）     |
| 121    | 7月26日  | 星野南、秋元真夏、若月佑美 |                                      | 星野南擔任106－123回的MC（8代）     |
| 122    | 8月2日   | 星野南、北野日奈子、堀未央奈 |                                      | 星野南擔任106－123回的MC（8代）     |
| 123    | 8月9日   | 星野南、齋藤優里、和田瑪雅 |                                      | 星野南擔任106－123回的MC（8代）     |
| 124    | 8月16日  | 北野日奈子、堀未央奈、伊藤純奈 |                                      | 北野日奈子擔任124－139回的MC（9代） |
| 125    | 8月23日  | 北野日奈子、中田花奈、永島聖羅 |                                      | 北野日奈子擔任124－139回的MC（9代） |
| 126    | 8月31日  | 北野日奈子、伊藤卡琳、鈴木絢音 |                                      | 北野日奈子擔任124－139回的MC（9代） |
| 127    | 9月6日   | 北野日奈子、川後陽菜、齋藤優里 |                                      | 北野日奈子擔任124－139回的MC（9代） |
| 128    | 9月13日  | 北野日奈子、秋元真夏、橋本奈奈未 |                                      | 北野日奈子擔任124－139回的MC（9代） |
| 129    | 9月20日  | 北野日奈子、佐佐木琴子、鈴木絢音 |                                      | 北野日奈子擔任124－139回的MC（9代） |
| 130    | 9月27日  | 北野日奈子、齋藤千春、和田瑪雅 |                                      | 北野日奈子擔任124－139回的MC（9代） |
| 131    | 10月4日  | 北野日奈子、川村真洋、能條愛未 |                                      | 北野日奈子擔任124－139回的MC（9代） |
| 132    | 10月11日 | 北野日奈子、中田花奈、高山一實 |                                      | 北野日奈子擔任124－139回的MC（9代） |
| 133    | 10月18日 | 北野日奈子、堀未央奈、寺田蘭世 |                                      | 北野日奈子擔任124－139回的MC（9代） |
| 134    | 10月25日 | 北野日奈子、伊藤卡琳、新內真衣 | 文化放送停止播放「日本大賽」         | 北野日奈子擔任124－139回的MC（9代） |
| 135    | 11月1日  | 北野日奈子、川後陽菜、齋藤優里 |                                      | 北野日奈子擔任124－139回的MC（9代） |
| 136    | 11月8日  | 北野日奈子、井上小百合、松村沙友理 | 文化放送停止播放「世界棒球12強賽」   | 北野日奈子擔任124－139回的MC（9代） |
| 137    | 11月15日 | 北野日奈子、深川麻衣、若月佑美 |                                      | 北野日奈子擔任124－139回的MC（9代） |
| 138    | 11月22日 | 北野日奈子、高山一實、秋元真夏 |                                      | 北野日奈子擔任124－139回的MC（9代） |
| 139    | 11月29日 | 北野日奈子、伊藤純奈、堀未央奈 |                                      | 北野日奈子擔任124－139回的MC（9代） |
| 140    | 12月6日  | 衛藤美彩、秋元真夏、白石麻衣、 高山一實、深川麻衣、松村沙友理 | 第66回東京大學音樂會特設會場公開收錄 |                                     |
| 141    | 12月13日 | 櫻井玲香、中田花奈、若月佑美 |                                      | 141、142回無MC                      |
| 142    | 12月20日 | 川村真洋、西野七瀨、松村沙友理 |                                      | 141、142回無MC                      |
| 143    | 12月27日 | 伊藤純奈、佐佐木琴子、鈴木絢音、 寺田蘭世、山崎玲奈、渡邊米麗愛 | 與当年2月升格為正式成員的6人一起演出 | MC是寺田蘭世                        |

| 2016年 | 2016年   | 2016年 | 2016年                                                                         | 2016年                                   |
| 回數   | 播放日期 | 出演成員 | 備註                                                                           | MC                                       |
| ------ | -------- | --- | ------------------------------------------------------------------------------ | ---------------------------------------- |
| 144    | 1月3日   | 伊藤萬理華、井上小百合 |                                                                                | 144－156回均無MC，除了151回外，每回為2人 |
| 145    | 1月10日  | 生田繪梨花、生駒里奈 |                                                                                | 144－156回均無MC，除了151回外，每回為2人 |
| 146    | 1月17日  | 白石麻衣、松村沙友理 |                                                                                | 144－156回均無MC，除了151回外，每回為2人 |
| 147    | 1月24日  | 北野日奈子、堀未央奈 |                                                                                | 144－156回均無MC，除了151回外，每回為2人 |
| 148    | 1月31日  | 齋藤優里、中田花奈 |                                                                                | 144－156回均無MC，除了151回外，每回為2人 |
| 149    | 2月7日   | 永島聖羅、深川麻衣 |                                                                                | 144－156回均無MC，除了151回外，每回為2人 |
| 150    | 2月14日  | 秋元真夏、中田花奈 |                                                                                | 144－156回均無MC，除了151回外，每回為2人 |
| 151    | 2月21日  | 秋元真夏、生田絵梨花、生駒里奈、伊藤卡琳、 伊藤純奈、井上小百合、衛藤美彩、川後陽菜、 川村真洋、北野日奈子、齋藤飛鳥、齋藤千春、 齋藤優里、相樂伊織、櫻井玲香、白石麻衣、 新内眞衣、佐佐木琴子、鈴木絢音、高山一實、 寺田蘭世、中田花奈、永島聖羅、西野七瀨、 能條愛未、橋本奈奈未、樋口日奈、深川麻衣、 堀未央奈、星野南、松村沙友理、山崎玲奈、 若月佑美、渡邊米麗愛、和田瑪雅 | 現場直播「乃木坂46 4th Anniversary 乃木坂46時間TV」 節目於現場直播中，一起播出 | 144－156回均無MC，除了151回外，每回為2人 |
| 152    | 2月28日  | 川後陽菜、樋口日奈 |                                                                                | 144－156回均無MC，除了151回外，每回為2人 |
| 153    | 3月6日   | 能條愛未、和田瑪雅 |                                                                                | 144－156回均無MC，除了151回外，每回為2人 |
| 154    | 3月13日  | 伊藤萬理華、齋藤飛鳥 |                                                                                | 144－156回均無MC，除了151回外，每回為2人 |
| 155    | 3月20日  | 星野南、堀未央奈 |                                                                                | 144－156回均無MC，除了151回外，每回為2人 |
| 156    | 3月27日  | 佐佐木琴子、松村沙友理 |                                                                                | 144－156回均無MC，除了151回外，每回為2人 |
| 157    | 4月3日   | 堀未央奈、秋元真夏、高山一實 |                                                                                | 堀未央奈擔任157－208回的MC（10代）       |
| 158    | 4月10日  | 堀未央奈、齋藤飛鳥、渡邊米麗愛 |                                                                                | 堀未央奈擔任157－208回的MC（10代）       |
| 159    | 4月17日  | 堀未央奈、川村真洋、能條愛未 |                                                                                | 堀未央奈擔任157－208回的MC（10代）       |
| 160    | 4月24日  | 堀未央奈、櫻井玲香、西野七瀨 |                                                                                | 堀未央奈擔任157－208回的MC（10代）       |
| 161    | 5月1日   | 堀未央奈、伊藤萬理華、寺田蘭世 |                                                                                | 堀未央奈擔任157－208回的MC（10代）       |
| 162    | 5月8日   | 堀未央奈、伊藤卡琳、中元日芽香 |                                                                                | 堀未央奈擔任157－208回的MC（10代）       |
| 163    | 5月15日  | 堀未央奈、伊藤純奈、和田瑪雅 |                                                                                | 堀未央奈擔任157－208回的MC（10代）       |
| 164    | 5月22日  | 堀未央奈、衛藤美彩、伊藤萬理華 |                                                                                | 堀未央奈擔任157－208回的MC（10代）       |
| 165    | 5月29日  | 堀未央奈、川後陽菜、深川麻衣 |                                                                                | 堀未央奈擔任157－208回的MC（10代）       |
| 166    | 6月5日   | 堀未央奈、鈴木絢音、渡邊米麗愛 |                                                                                | 堀未央奈擔任157－208回的MC（10代）       |
| 167    | 6月12日  | 堀未央奈、秋元真夏、櫻井玲香 | 與現場直播「乃木坂46時間TV」同時播放                                           | 堀未央奈擔任157－208回的MC（10代）       |
| 168    | 6月19日  | 堀未央奈、伊藤卡琳、相樂伊織 |                                                                                | 堀未央奈擔任157－208回的MC（10代）       |
| 169    | 6月26日  | 堀未央奈、高山一實、橋本奈奈未 |                                                                                | 堀未央奈擔任157－208回的MC（10代）       |
| 170    | 7月3日   | 堀未央奈、北野日奈子、衛藤美彩 |                                                                                | 堀未央奈擔任157－208回的MC（10代）       |
| 171    | 7月10日  | 堀未央奈、井上小百合、新內真衣 |                                                                                | 堀未央奈擔任157－208回的MC（10代）       |
| 172    | 7月17日  | 堀未央奈、佐佐木琴子、中田花奈 |                                                                                | 堀未央奈擔任157－208回的MC（10代）       |
| 173    | 7月24日  | 堀未央奈、寺田蘭世、川村真洋 |                                                                                | 堀未央奈擔任157－208回的MC（10代）       |
| 174    | 7月31日  | 堀未央奈、中元日芽香、星野南 |                                                                                | 堀未央奈擔任157－208回的MC（10代）       |
| 175    | 8月7日   | 堀未央奈、伊藤卡琳、相樂伊織 |                                                                                | 堀未央奈擔任157－208回的MC（10代）       |
| 176    | 8月14日  | 堀未央奈、川後陽菜、和田瑪雅 |                                                                                | 堀未央奈擔任157－208回的MC（10代）       |
| 177    | 8月21日  | 堀未央奈、山崎玲奈、渡邊米麗愛 |                                                                                | 堀未央奈擔任157－208回的MC（10代）       |
| 178    | 8月28日  | 堀未央奈、齋藤千春、齋藤優里 |                                                                                | 堀未央奈擔任157－208回的MC（10代）       |
| 179    | 9月4日   | 堀未央奈、秋元真夏、齋藤飛鳥 |                                                                                | 堀未央奈擔任157－208回的MC（10代）       |
| 180    | 9月11日  | 堀未央奈、伊藤純奈、鈴木絢音 |                                                                                | 堀未央奈擔任157－208回的MC（10代）       |
| 181    | 9月18日  | 堀未央奈、北野日奈子、中元日芽香 |                                                                                | 堀未央奈擔任157－208回的MC（10代）       |
| 182    | 9月25日  | 堀未央奈、川村真洋、和田瑪雅 |                                                                                | 堀未央奈擔任157－208回的MC（10代）       |
| 183    | 10月2日  | 堀未央奈、松村沙友理、衛藤美彩 |                                                                                | 堀未央奈擔任157－208回的MC（10代）       |
| 184    | 10月9日  | 堀未央奈、秋元真夏、星野南 |                                                                                | 堀未央奈擔任157－208回的MC（10代）       |
| 185    | 10月16日 | 堀未央奈、伊藤卡琳、佐佐木琴子 |                                                                                | 堀未央奈擔任157－208回的MC（10代）       |
| 186    | 10月23日 | 堀未央奈、寺田蘭世、中田花奈 | 文化放送停止播放「日本大賽」的轉播                                             | 堀未央奈擔任157－208回的MC（10代）       |
| 187    | 10月30日 | 堀未央奈、相樂伊織、渡邊米麗愛 |                                                                                | 堀未央奈擔任157－208回的MC（10代）       |
| 188    | 11月6日  | 堀未央奈、川後陽菜、櫻井玲香 |                                                                                | 堀未央奈擔任157－208回的MC（10代）       |
| 189    | 11月13日 | 伊藤純奈、川後陽菜、川村真洋、 相樂伊織、齋藤千春、齋藤優里、 佐佐木琴子、鈴木絢音、寺田蘭世、 中田花奈、能條愛未、樋口日奈、 山崎玲奈、渡邊米麗愛、和田瑪雅 | 在富士急樂園公開收錄                                                           | 樋口日奈、川後陽菜                       |
| 190    | 11月20日 | 堀未央奈、井上小百合、伊藤萬理華 |                                                                                | 堀未央奈擔任157－208回的MC（10代）       |
| 191    | 11月27日 | 堀未央奈、北野日奈子、新內真衣 |                                                                                | 堀未央奈擔任157－208回的MC（10代）       |
| 192    | 12月4日  | 堀未央奈、中元日芽香、若月佑美 |                                                                                | 堀未央奈擔任157－208回的MC（10代）       |
| 193    | 12月11日 | 堀未央奈、衛藤美彩、北野日奈子 |                                                                                | 堀未央奈擔任157－208回的MC（10代）       |
| 194    | 12月18日 | 堀未央奈、渡邊米麗愛、山崎玲奈 |                                                                                | 堀未央奈擔任157－208回的MC（10代）       |
| 195    | 12月25日 | 堀未央奈、中田花奈、能條愛未 |                                                                                | 堀未央奈擔任157－208回的MC（10代）       |

| 2017年 | 2017年   | 2017年                                 | 2017年                             | 2017年                               |
| 回數   | 播放日期 | 出演成員                               | 備註                               | MC                                   |
| ------ | -------- | -------------------------------------- | ---------------------------------- | ------------------------------------ |
| 196    | 1月1日   | 堀未央奈、齋藤飛鳥、樋口日奈           |                                    | 堀未央奈擔任157－208回的MC（10代）   |
| 197    | 1月8日   | 堀未央奈、大園桃子、與田祐希           |                                    | 堀未央奈擔任157－208回的MC（10代）   |
| 198    | 1月15日  | 堀未央奈、伊藤卡琳、渡邊米麗愛         |                                    | 堀未央奈擔任157－208回的MC（10代）   |
| 199    | 1月22日  | 堀未央奈、川村真洋、和田瑪雅           |                                    | 堀未央奈擔任157－208回的MC（10代）   |
| 200    | 1月29日  | 堀未央奈、齋藤優里、井上小百合         |                                    | 堀未央奈擔任157－208回的MC（10代）   |
| 201    | 2月5日   | 堀未央奈、相樂伊織、新內真衣           |                                    | 堀未央奈擔任157－208回的MC（10代）   |
| 202    | 2月12日  | 堀未央奈、秋元真夏、鈴木絢音           |                                    | 堀未央奈擔任157－208回的MC（10代）   |
| 203    | 2月19日  | 堀未央奈、伊藤純奈、山崎玲奈           |                                    | 堀未央奈擔任157－208回的MC（10代）   |
| 204    | 2月26日  | 堀未央奈、北野日奈子、寺田蘭世         |                                    | 堀未央奈擔任157－208回的MC（10代）   |
| 205    | 3月5日   | 堀未央奈、齋藤千春、佐佐木琴子         |                                    | 堀未央奈擔任157－208回的MC（10代）   |
| 206    | 3月12日  | 堀未央奈、伊藤卡琳、和田瑪雅           |                                    | 堀未央奈擔任157－208回的MC（10代）   |
| 207    | 3月19日  | 堀未央奈、井上小百合、渡邊米麗愛       |                                    | 堀未央奈擔任157－208回的MC（10代）   |
| 208    | 3月26日  | 堀未央奈、新內真衣、渡邊米麗愛         |                                    | 堀未央奈擔任157－208回的MC（10代）   |
| 209    | 4月2日   | 渡邊米麗愛、生駒里奈、衛藤美彩         |                                    | 渡邊米麗愛擔任209－234回的MC（11代） |
| 210    | 4月9日   | 渡邊米麗愛、山崎玲奈、鈴木絢音         |                                    | 渡邊米麗愛擔任209－234回的MC（11代） |
| 211    | 4月16日  | 渡邊米麗愛、川後陽菜、樋口日奈         |                                    | 渡邊米麗愛擔任209－234回的MC（11代） |
| 212    | 4月23日  | 渡邊米麗愛、星野南、寺田蘭世           |                                    | 渡邊米麗愛擔任209－234回的MC（11代） |
| 213    | 4月30日  | 渡邊米麗愛、齋藤優里、中田花奈         |                                    | 渡邊米麗愛擔任209－234回的MC（11代） |
| 214    | 5月7日   | 渡邊米麗愛、伊藤卡琳、佐佐木琴子       |                                    | 渡邊米麗愛擔任209－234回的MC（11代） |
| 215    | 5月14日  | 渡邊米麗愛、寺田蘭世、中田花奈         |                                    | 渡邊米麗愛擔任209－234回的MC（11代） |
| 216    | 5月21日  | 渡邊米麗愛、齋藤優里、相樂伊織         |                                    | 渡邊米麗愛擔任209－234回的MC（11代） |
| 217    | 5月28日  | 渡邊米麗愛、鈴木絢音、和田瑪雅         |                                    | 渡邊米麗愛擔任209－234回的MC（11代） |
| 218    | 6月4日   | 渡邊米麗愛、星野南、樋口日奈           |                                    | 渡邊米麗愛擔任209－234回的MC（11代） |
| 219    | 6月11日  | 渡邊米麗愛、川村真洋、齋藤千春         |                                    | 渡邊米麗愛擔任209－234回的MC（11代） |
| 220    | 6月18日  | 渡邊米麗愛、秋元真夏、櫻井玲香         |                                    | 渡邊米麗愛擔任209－234回的MC（11代） |
| 221    | 6月25日  | 渡邊米麗愛、伊藤卡琳、伊藤純奈         |                                    | 渡邊米麗愛擔任209－234回的MC（11代） |
| 222    | 7月2日   | 渡邊米麗愛、川後陽菜、能條愛未         |                                    | 渡邊米麗愛擔任209－234回的MC（11代） |
| 223    | 7月9日   | 渡邊米麗愛、山崎玲奈、和田瑪雅         |                                    | 渡邊米麗愛擔任209－234回的MC（11代） |
| 224    | 7月16日  | 渡邊米麗愛、伊藤理理杏、梅澤美波       |                                    | 渡邊米麗愛擔任209－234回的MC（11代） |
| 225    | 7月23日  | 渡邊米麗愛、佐藤楓、向井葉月           |                                    | 渡邊米麗愛擔任209－234回的MC（11代） |
| 226    | 7月30日  | 渡邊米麗愛、星野南、北野日奈子         |                                    | 渡邊米麗愛擔任209－234回的MC（11代） |
| 227    | 8月6日   | 渡邊米麗愛、伊藤卡琳、齋藤優里         |                                    | 渡邊米麗愛擔任209－234回的MC（11代） |
| 228    | 8月13日  | 渡邊米麗愛、山下美月、吉田綾乃克莉絲蒂 |                                    | 渡邊米麗愛擔任209－234回的MC（11代） |
| 229    | 8月20日  | 渡邊米麗愛、岩本蓮加、中村麗乃         |                                    | 渡邊米麗愛擔任209－234回的MC（11代） |
| 230    | 8月27日  | 渡邊米麗愛、秋元真夏、堀未央奈         |                                    | 渡邊米麗愛擔任209－234回的MC（11代） |
| 231    | 9月3日   | 渡邊米麗愛、井上小百合、和田瑪雅       |                                    | 渡邊米麗愛擔任209－234回的MC（11代） |
| 232    | 9月10日  | 渡邊米麗愛、齋藤千春、能條愛未         |                                    | 渡邊米麗愛擔任209－234回的MC（11代） |
| 233    | 9月17日  | 渡邊米麗愛、鈴木絢音、山崎玲奈         |                                    | 渡邊米麗愛擔任209－234回的MC（11代） |
| 234    | 9月24日  | 渡邊米麗愛、相樂伊織、堀未央奈         |                                    | 渡邊米麗愛擔任209－234回的MC（11代） |
| 235    | 10月1日  | 井上小百合、伊藤萬理華                 |                                    | 井上小百合擔任235－248回的MC（12代） |
| 236    | 10月8日  | 井上小百合、生駒里奈、星野南           |                                    | 井上小百合擔任235－248回的MC（12代） |
| 237    | 10月15日 | 井上小百合、高山一實、新內真衣         |                                    | 井上小百合擔任235－248回的MC（12代） |
| 238    | 10月22日 | 井上小百合、秋元真夏、櫻井玲香         |                                    | 井上小百合擔任235－248回的MC（12代） |
| 239    | 10月29日 | 井上小百合、伊藤理理杏、阪口珠美       | 文化放送暫停播放「日本大賽」的轉播 | 井上小百合擔任235－248回的MC（12代） |
| 240    | 11月5日  | 井上小百合、大園桃子、樋口日奈         |                                    | 井上小百合擔任235－248回的MC（12代） |
| 241    | 11月12日 | 井上小百合、川後陽菜、佐藤楓           |                                    | 井上小百合擔任235－248回的MC（12代） |
| 242    | 11月19日 | 井上小百合、梅澤美波、中村麗乃         |                                    | 井上小百合擔任235－248回的MC（12代） |
| 243    | 11月26日 | 井上小百合、向井葉月、與田祐希         |                                    | 井上小百合擔任235－248回的MC（12代） |
| 244    | 12月3日  | 井上小百合、久保史緒里、齋藤優里       |                                    | 井上小百合擔任235－248回的MC（12代） |
| 245    | 12月10日 | 井上小百合、岩本蓮加、新内眞衣         |                                    | 井上小百合擔任235－248回的MC（12代） |
| 246    | 12月17日 | 井上小百合、高山一實、中田花奈         |                                    | 井上小百合擔任235－248回的MC（12代） |
| 247    | 12月24日 | 井上小百合、佐藤楓、吉田綾乃克莉絲蒂   |                                    | 井上小百合擔任235－248回的MC（12代） |
| 248    | 12月31日 | 井上小百合、松村沙友理、齋藤優里       |                                    | 井上小百合擔任235－248回的MC（12代） |

| 2018年 | 2018年   | 2018年 | 2018年                                                                            | 2018年                             |
| 回數   | 播放日期 | 出演成員 | 備註                                                                              | MC                                 |
| ------ | -------- | --- | --------------------------------------------------------------------------------- | ---------------------------------- |
| 249    | 1月7日   | 樋口日奈、寺田蘭世、渡邊米麗愛 |                                                                                   | 樋口日奈擔任249－300回的MC（13代） |
| 250    | 1月14日  | 樋口日奈、秋元真夏、梅澤美波 |                                                                                   | 樋口日奈擔任249－300回的MC（13代） |
| 251    | 1月21日  | 樋口日奈、鈴木絢音、向井葉月 |                                                                                   | 樋口日奈擔任249－300回的MC（13代） |
| 252    | 1月28日  | 樋口日奈、與田祐希、渡邊米麗愛 |                                                                                   | 樋口日奈擔任249－300回的MC（13代） |
| 253    | 2月4日   | 樋口日奈、伊藤理理杏、中村麗乃 |                                                                                   | 樋口日奈擔任249－300回的MC（13代） |
| 254    | 2月11日  | 樋口日奈、生田繪梨花、山下美月 |                                                                                   | 樋口日奈擔任249－300回的MC（13代） |
| 255    | 2月18日  | 樋口日奈、阪口珠美、星野南 |                                                                                   | 樋口日奈擔任249－300回的MC（13代） |
| 256    | 2月25日  | 樋口日奈、伊藤純奈、衛藤美彩 |                                                                                   | 樋口日奈擔任249－300回的MC（13代） |
| 257    | 3月4日   | 樋口日奈、佐藤楓、和田瑪雅 |                                                                                   | 樋口日奈擔任249－300回的MC（13代） |
| 258    | 3月11日  | 樋口日奈、川村真洋、中田花奈 |                                                                                   | 樋口日奈擔任249－300回的MC（13代） |
| 259    | 3月18日  | 樋口日奈、山崎玲奈、若月佑美 |                                                                                   | 樋口日奈擔任249－300回的MC（13代） |
| 260    | 3月25日  | 樋口日奈、久保史緒里、與田祐希 |                                                                                   | 樋口日奈擔任249－300回的MC（13代） |
| 261    | 4月1日   | 大園桃子、久保史緒里、阪口珠美、 岩本蓮加、梅澤美波、山下美月、 佐藤楓、中村麗乃、向井葉月、 伊藤理理杏、吉田綾乃克莉絲蒂、與田祐希 | 在富士急樂園收錄，這回會在 「NOGIZAKA46 6th Anniversary 乃木坂46時間TV」 現場直播 | 梅澤美波、山下美月                 |
| 262    | 4月8日   | 樋口日奈、秋元真夏、生田繪梨花 |                                                                                   | 樋口日奈擔任249－300回的MC（13代） |
| 263    | 4月15日  | 樋口日奈、伊藤卡琳、新內真衣 |                                                                                   | 樋口日奈擔任249－300回的MC（13代） |
| 264    | 4月22日  | 樋口日奈、寺田蘭世、堀未央奈 |                                                                                   | 樋口日奈擔任249－300回的MC（13代） |
| 265    | 4月29日  | 樋口日奈、生駒里奈、西野七瀨 |                                                                                   | 樋口日奈擔任249－300回的MC（13代） |
| 266    | 5月6日   | 樋口日奈、梅澤美波、山下美月 |                                                                                   | 樋口日奈擔任249－300回的MC（13代） |
| 267    | 5月13日  | 樋口日奈、中田花奈、渡邊米麗愛 |                                                                                   | 樋口日奈擔任249－300回的MC（13代） |
| 268    | 5月20日  | 樋口日奈、伊藤理理杏、久保史緒里 |                                                                                   | 樋口日奈擔任249－300回的MC（13代） |
| 269    | 5月27日  | 樋口日奈、大園桃子、星野南 |                                                                                   | 樋口日奈擔任249－300回的MC（13代） |
| 270    | 6月3日   | 樋口日奈、伊藤卡琳、吉田綾乃克莉絲蒂                                                                                                |                                                                                   | 樋口日奈擔任249－300回的MC（13代） |
| 271    | 6月10日  | 樋口日奈、佐佐木琴子、和田瑪雅 |                                                                                   | 樋口日奈擔任249－300回的MC（13代） |
| 272    | 6月17日  | 樋口日奈、鈴木絢音、山崎玲奈 |                                                                                   | 樋口日奈擔任249－300回的MC（13代） |
| 273    | 6月24日  | 樋口日奈、齋藤千春、川後陽菜 |                                                                                   | 樋口日奈擔任249－300回的MC（13代） |
| 274    | 7月1日   | 樋口日奈、相樂伊織、能條愛未 |                                                                                   | 樋口日奈擔任249－300回的MC（13代） |
| 275    | 7月8日   | 樋口日奈、向井葉月、吉田綾乃克莉絲蒂                                                                                                |                                                                                   | 樋口日奈擔任249－300回的MC（13代） |
| 276    | 7月15日  | 樋口日奈、高山一實、山下美月 |                                                                                   | 樋口日奈擔任249－300回的MC（13代） |
| 277    | 7月22日  | 樋口日奈、阪口珠美、中村麗乃 |                                                                                   | 樋口日奈擔任249－300回的MC（13代） |
| 278    | 7月29日  | 樋口日奈、伊藤純奈、北野日奈子 |                                                                                   | 樋口日奈擔任249－300回的MC（13代） |
| 279    | 8月5日   | 樋口日奈、伊藤卡琳、寺田蘭世 |                                                                                   | 樋口日奈擔任249－300回的MC（13代） |
| 280    | 8月12日  | 樋口日奈、岩本蓮加、星野南 |                                                                                   | 樋口日奈擔任249－300回的MC（13代） |
| 281    | 8月19日  | 樋口日奈、伊藤理理杏、佐藤楓 |                                                                                   | 樋口日奈擔任249－300回的MC（13代） |
| 282    | 8月26日  | 樋口日奈、阪口珠美、若月佑美 |                                                                                   | 樋口日奈擔任249－300回的MC（13代） |
| 283    | 9月2日   | 樋口日奈、井上小百合、新內真衣 |                                                                                   | 樋口日奈擔任249－300回的MC（13代） |
| 284    | 9月9日   | 樋口日奈、川後陽菜、中田花奈 |                                                                                   | 樋口日奈擔任249－300回的MC（13代） |
| 285    | 9月16日  | 秋元真夏、齋藤優里、新內真衣、 西野七瀨、若月佑美                                                                                   | 在文化放送媒體加大廳公開收錄                                                      | 樋口日奈擔任249－300回的MC（13代） |
| 286    | 9月23日  | 秋元真夏、齋藤優里、新內真衣、 西野七瀨、若月佑美                                                                                   | 在文化放送媒體加大廳公開收錄                                                      | 樋口日奈擔任249－300回的MC（13代） |
| 287    | 9月30日  | 樋口日奈、齋藤優里、櫻井玲香 |                                                                                   | 樋口日奈擔任249－300回的MC（13代） |
| 288    | 10月7日  | 樋口日奈、岩本蓮加、鈴木絢音 |                                                                                   | 樋口日奈擔任249－300回的MC（13代） |
| 289    | 10月14日 | 樋口日奈、北野日奈子、渡邊米麗愛 |                                                                                   | 樋口日奈擔任249－300回的MC（13代） |
| 290    | 10月21日 | 樋口日奈、梅澤美波、向井葉月 |                                                                                   | 樋口日奈擔任249－300回的MC（13代） |
| 291    | 10月28日 | 樋口日奈、中田花奈、能條愛未 | 文化放送停止播放「日本大賽」的轉播                                                | 樋口日奈擔任249－300回的MC（13代） |
| 292    | 11月4日  | 樋口日奈、伊藤純奈、寺田蘭世 |                                                                                   | 樋口日奈擔任249－300回的MC（13代） |
| 293    | 11月11日 | 樋口日奈、中村麗乃、吉田綾乃克莉絲蒂                                                                                                |                                                                                   | 樋口日奈擔任249－300回的MC（13代） |
| 294    | 11月18日 | 樋口日奈、阪口珠美、和田瑪雅 |                                                                                   | 樋口日奈擔任249－300回的MC（13代） |
| 295    | 11月25日 | 樋口日奈、井上小百合、山崎玲奈 |                                                                                   | 樋口日奈擔任249－300回的MC（13代） |
| 296    | 12月2日  | 樋口日奈、岩本蓮加、渡邊米麗愛 |                                                                                   | 樋口日奈擔任249－300回的MC（13代） |
| 297    | 12月9日  | 樋口日奈、伊藤理理杏、梅澤美波 |                                                                                   | 樋口日奈擔任249－300回的MC（13代） |
| 298    | 12月16日 | 樋口日奈、佐藤楓、高山一實 |                                                                                   | 樋口日奈擔任249－300回的MC（13代） |
| 299    | 12月23日 | 樋口日奈、井上小百合、衛藤美彩 |                                                                                   | 樋口日奈擔任249－300回的MC（13代） |
| 300    | 12月30日 | 樋口日奈、佐佐木琴子、伊藤卡琳 |                                                                                   | 樋口日奈擔任249－300回的MC（13代） |

| 2019年 | 2019年   | 2019年                                           | 2019年                       | 2019年                             |
| 回數   | 播放日期 | 出演成員                                         | 備註                         | MC                                 |
| ------ | -------- | ------------------------------------------------ | ---------------------------- | ---------------------------------- |
| 301    | 1月6日   | 阪口珠美、梅澤美波、山下美月                     | 301－314回為週替MC           | 阪口珠美                           |
| 302    | 1月13日  | 櫻井玲香、秋元真夏、中田花奈                     | 301－314回為週替MC           | 櫻井玲香                           |
| 303    | 1月20日  | 寺田蘭世、伊藤卡琳、堀未央奈                     | 301－314回為週替MC           | 寺田蘭世                           |
| 304    | 1月27日  | 向井葉月、佐藤楓、吉田綾乃克莉絲蒂               | 301－314回為週替MC           | 向井葉月                           |
| 305    | 2月3日   | 白石麻衣、齋藤優里、新內真衣                     | 301－314回為週替MC           | 白石麻衣                           |
| 306    | 2月10日  | 和田瑪雅、伊藤卡琳、中村麗乃                     | 301－314回為週替MC           | 和田瑪雅                           |
| 307    | 2月17日  | 中田花奈、渡邊米麗愛、北野日奈子                 | 301－314回為週替MC           | 中田花奈                           |
| 308    | 2月24日  | 伊藤純奈、秋元真夏、大園桃子                     | 301－314回為週替MC           | 伊藤純奈                           |
| 309    | 3月3日   | 鈴木絢音、佐佐木琴子、伊藤卡琳                   | 301－314回為週替MC           | 鈴木絢音                           |
| 310    | 3月10日  | 吉田綾乃克莉絲蒂、向井葉月、梅澤美波             | 301－314回為週替MC           | 吉田綾乃克莉絲蒂                   |
| 311    | 3月17日  | 新內真衣、櫻井玲香、佐藤楓                       | 301－314回為週替MC           | 新內真衣                           |
| 312    | 3月24日  | 伊藤理理杏、渡邊米麗愛、星野南                   | 301－314回為週替MC           | 伊藤理理杏                         |
| 313    | 3月31日  | 中村麗乃、阪口珠美、吉田綾乃克莉絲蒂             | 301－314回為週替MC           | 中村麗乃                           |
| 314    | 4月7日   | 伊藤卡琳、向井葉月、山崎玲奈                     | 301－314回為週替MC           | 伊藤卡琳                           |
| 315    | 4月14日  | 梅澤美波、中田花奈、樋口日奈                     |                              | 梅澤美波擔任315－347回的MC（14代） |
| 316    | 4月21日  | 梅澤美波、山崎玲奈、和田瑪雅                     |                              | 梅澤美波擔任315－347回的MC（14代） |
| 317    | 4月28日  | 梅澤美波、佐藤楓、渡邊米麗愛                     |                              | 梅澤美波擔任315－347回的MC（14代） |
| 318    | 5月5日   | 梅澤美波、久保史緒里、北野日奈子                 |                              | 梅澤美波擔任315－347回的MC（14代） |
| 319    | 5月12日  | 梅澤美波、伊藤純奈、齋藤優里                     |                              | 梅澤美波擔任315－347回的MC（14代） |
| 320    | 5月19日  | 梅澤美波、岩本蓮加、中村麗乃                     |                              | 梅澤美波擔任315－347回的MC（14代） |
| 321    | 5月26日  | 梅澤美波、櫻井玲香、新內真衣                     |                              | 梅澤美波擔任315－347回的MC（14代） |
| 322    | 6月2日   | 梅澤美波、高山一實、井上小百合                   |                              | 梅澤美波擔任315－347回的MC（14代） |
| 323    | 6月9日   | 梅澤美波、佐藤楓、阪口珠美                       |                              | 梅澤美波擔任315－347回的MC（14代） |
| 324    | 6月16日  | 梅澤美波、星野南、伊藤理理杏                     |                              | 梅澤美波擔任315－347回的MC（14代） |
| 325    | 6月23日  | 梅澤美波、鈴木絢音、北野日奈子                   |                              | 梅澤美波擔任315－347回的MC（14代） |
| 326    | 6月30日  | 梅澤美波、向井葉月、寺田蘭世                     |                              | 梅澤美波擔任315－347回的MC（14代） |
| 327    | 7月7日   | 梅澤美波、賀喜遙香、田村真佑                     |                              | 梅澤美波擔任315－347回的MC（14代） |
| 328    | 7月14日  | 梅澤美波、岩本蓮加、吉田綾乃克莉絲蒂             |                              | 梅澤美波擔任315－347回的MC（14代） |
| 329    | 7月21日  | 梅澤美波、掛橋紗耶香、金川紗耶                   |                              | 梅澤美波擔任315－347回的MC（14代） |
| 330    | 7月28日  | 梅澤美波、伊藤理理杏、渡邊米麗愛                 |                              | 梅澤美波擔任315－347回的MC（14代） |
| 331    | 8月4日   | 梅澤美波、高山一實、和田瑪雅                     |                              | 梅澤美波擔任315－347回的MC（14代） |
| 332    | 8月11日  | 梅澤美波、柴田柚菜、早川聖來                     |                              | 梅澤美波擔任315－347回的MC（14代） |
| 333    | 8月18日  | 梅澤美波、中田花奈、樋口日奈                     |                              | 梅澤美波擔任315－347回的MC（14代） |
| 334    | 8月25日  | 梅澤美波、清宮玲、筒井彩萌                       |                              | 梅澤美波擔任315－347回的MC（14代） |
| 335    | 9月1日   | 梅澤美波、櫻井玲香、阪口珠美                     |                              | 梅澤美波擔任315－347回的MC（14代） |
| 336    | 9月8日   | 梅澤美波、鈴木絢音、山崎玲奈                     |                              | 梅澤美波擔任315－347回的MC（14代） |
| 337    | 9月15日  | 梅澤美波、高山一實、賀喜遙香、樋口日奈、與田祐希 | 在文化放送媒體加大廳公開收錄 | 梅澤美波擔任315－347回的MC（14代） |
| 338    | 9月22日  | 梅澤美波、高山一實、賀喜遙香、樋口日奈、與田祐希 | 在文化放送媒體加大廳公開收錄 | 梅澤美波擔任315－347回的MC（14代） |
| 339    | 9月29日  | 梅澤美波、寺田蘭世、吉田綾乃克莉絲蒂             |                              | 梅澤美波擔任315－347回的MC（14代） |
| 340    | 10月6日  | 梅澤美波、北川悠理、矢久保美緒                   |                              | 梅澤美波擔任315－347回的MC（14代） |
| 341    | 10月13日 | 梅澤美波、松村沙友理、星野南                     |                              | 梅澤美波擔任315－347回的MC（14代） |
| 342    | 10月20日 | 梅澤美波、遠藤櫻、金川紗耶                       |                              | 梅澤美波擔任315－347回的MC（14代） |
| 343    | 10月27日 | 梅澤美波、北野日奈子、堀未央奈                   |                              | 梅澤美波擔任315－347回的MC（14代） |
| 344    | 11月3日  | 梅澤美波、大園桃子、佐藤楓                       |                              | 梅澤美波擔任315－347回的MC（14代） |
| 345    | 11月10日 | 梅澤美波、秋元真夏、中村麗乃                     |                              | 梅澤美波擔任315－347回的MC（14代） |
| 346    | 11月17日 | 梅澤美波、向井葉月、伊藤純奈                     |                              | 梅澤美波擔任315－347回的MC（14代） |
| 347    | 11月24日 | 梅澤美波、岩本蓮加、阪口珠美                     |                              | 梅澤美波擔任315－347回的MC（14代） |
| 348    | 12月1日  | 田村真佑、中田花奈、向井葉月                     | 348－360回為4期生週替MC      | 田村真佑                           |
| 349    | 12月8日  | 掛橋紗耶香、山崎玲奈、和田瑪雅                   | 348－360回為4期生週替MC      | 掛橋紗耶香                         |
| 350    | 12月15日 | 賀喜遙香、大園桃子、樋口日奈                     | 348－360回為4期生週替MC      | 賀喜遙香                           |
| 351    | 12月22日 | 早川聖來、高山一實、寺田蘭世                     | 348－360回為4期生週替MC      | 早川聖來                           |
| 352    | 12月29日 | 清宮玲、中田花奈、佐藤楓                         | 348－360回為4期生週替MC      | 清宮玲                             |

| 2020年 | 2020年   | 2020年                                                    | 2020年                                                          | 2020年                             |
| 回數   | 播出日期 | 出演成員                                                  | 備註                                                            | MC                                 |
| ------ | -------- | --------------------------------------------------------- | --------------------------------------------------------------- | ---------------------------------- |
| 353    | 1月5日   | 柴田柚菜、吉田綾乃克莉絲蒂、與田祐希                      | 348－360回為4期生週替MC                                         | 柴田柚菜                           |
| 354    | 1月12日  | 筒井彩萌、伊藤理理杏、星野南                              | 348－360回為4期生週替MC                                         | 筒井彩萌                           |
| 355    | 1月19日  | 北川悠理、渡邊米麗愛、高山一實                            | 348－360回為4期生週替MC                                         | 北川悠理                           |
| 356    | 1月26日  | 矢久保美緒、伊藤理理杏、和田瑪雅                          | 348－360回為4期生週替MC                                         | 矢久保美緒                         |
| 357    | 2月2日   | 金川紗耶、鈴木絢音、山崎玲奈                              | 348－360回為4期生週替MC                                         | 金川紗耶                           |
| 358    | 2月9日   | 遠藤櫻、久保史緒里、秋元真夏                              | 348－360回為4期生週替MC                                         | 遠藤櫻                             |
| 359    | 2月16日  | 遠藤櫻、金川紗耶、掛橋紗耶香、 田村真佑、矢久保美緒       | 348－360回為4期生週替MC                                         | 遠藤櫻、金川紗耶                   |
| 360    | 2月23日  | 賀喜遙香、早川聖來、北川悠理、 柴田柚菜、清宮玲、筒井彩萌 | 348－360回為4期生週替MC                                         | 賀喜遙香、早川聖來                 |
| 361    | 3月1日   | 岩本蓮加、佐藤楓、大園桃子                                |                                                                 | 岩本蓮加擔任361－417回的MC（15代） |
| 362    | 3月8日   | 岩本蓮加、向井葉月、阪口珠美                              |                                                                 | 岩本蓮加擔任361－417回的MC（15代） |
| 363    | 3月15日  | 岩本蓮加、中村麗乃、與田祐希                              |                                                                 | 岩本蓮加擔任361－417回的MC（15代） |
| 364    | 3月22日  | 岩本蓮加、寺田蘭世、星野南                                |                                                                 | 岩本蓮加擔任361－417回的MC（15代） |
| 365    | 3月29日  | 岩本蓮加、伊藤純奈、北野日奈子                            |                                                                 | 岩本蓮加擔任361－417回的MC（15代） |
| 366    | 4月5日   | 岩本蓮加、新內真衣、渡邊米麗愛                            |                                                                 | 岩本蓮加擔任361－417回的MC（15代） |
| 367    | 4月12日  | 岩本蓮加                                                  | 因新冠疫情的引響，重播之前放送的內容 （岩本蓮加以電話方式出演） | 岩本蓮加擔任361－417回的MC（15代） |
| 368    | 4月19日  | 岩本蓮加                                                  | 因新冠疫情的引響，重播之前放送的內容 （岩本蓮加以電話方式出演） | 岩本蓮加擔任361－417回的MC（15代） |
| 369    | 4月26日  | 岩本蓮加、梅澤美波                                        | 為防止新冠疫情擴散，採用遠端出演                                | 岩本蓮加擔任361－417回的MC（15代） |
| 370    | 5月3日   | 岩本蓮加、久保史緒里                                      | 為防止新冠疫情擴散，採用遠端出演                                | 岩本蓮加擔任361－417回的MC（15代） |
| 371    | 5月10日  | 岩本蓮加、與田祐希                                        | 為防止新冠疫情擴散，採用遠端出演                                | 岩本蓮加擔任361－417回的MC（15代） |
| 372    | 5月17日  | 岩本蓮加、矢久保美緒                                      | 為防止新冠疫情擴散，採用遠端出演                                | 岩本蓮加擔任361－417回的MC（15代） |
| 373    | 5月24日  | 岩本蓮加、樋口日奈                                        | 為防止新冠疫情擴散，採用遠端出演                                | 岩本蓮加擔任361－417回的MC（15代） |
| 374    | 5月31日  | 岩本蓮加、田村真佑                                        | 為防止新冠疫情擴散，採用遠端出演                                | 岩本蓮加擔任361－417回的MC（15代） |
| 375    | 6月7日   | 岩本蓮加、中田花奈                                        | 為防止新冠疫情擴散，採用遠端出演                                | 岩本蓮加擔任361－417回的MC（15代） |
| 376    | 6月14日  | 岩本蓮加、遠藤櫻                                          | 為防止新冠疫情擴散，採用遠端出演                                | 岩本蓮加擔任361－417回的MC（15代） |
| 377    | 6月21日  | 岩本蓮加、金川紗耶                                        | 為防止新冠疫情擴散，採用遠端出演                                | 岩本蓮加擔任361－417回的MC（15代） |
| 378    | 6月28日  | 岩本蓮加、和田瑪雅                                        | 為防止新冠疫情擴散，採用遠端出演                                | 岩本蓮加擔任361－417回的MC（15代） |
| 379    | 7月5日   | 岩本蓮加、大園桃子                                        | 為防止新冠疫情擴散，採用遠端出演                                | 岩本蓮加擔任361－417回的MC（15代） |
| 380    | 7月12日  | 岩本蓮加、伊藤純奈                                        | 為防止新冠疫情擴散，採用遠端出演                                | 岩本蓮加擔任361－417回的MC（15代） |
| 381    | 7月19日  | 岩本蓮加、掛橋紗耶香                                      | 重回廣播室收錄                                                  | 岩本蓮加擔任361－417回的MC（15代） |
| 382    | 7月26日  | 岩本蓮加、山下美月                                        |                                                                 | 岩本蓮加擔任361－417回的MC（15代） |
| 383    | 8月2日   | 岩本蓮加、早川聖來                                        |                                                                 | 岩本蓮加擔任361－417回的MC（15代） |
| 384    | 8月9日   | 岩本蓮加、弓木奈於                                        |                                                                 | 岩本蓮加擔任361－417回的MC（15代） |
| 385    | 8月16日  | 岩本蓮加、樋口日奈                                        |                                                                 | 岩本蓮加擔任361－417回的MC（15代） |
| 386    | 8月23日  | 岩本蓮加、林瑠奈                                          |                                                                 | 岩本蓮加擔任361－417回的MC（15代） |
| 387    | 8月30日  | 岩本蓮加、伊藤理理杏                                      |                                                                 | 岩本蓮加擔任361－417回的MC（15代） |
| 388    | 9月6日   | 岩本蓮加、佐藤璃果                                        |                                                                 | 岩本蓮加擔任361－417回的MC（15代） |
| 389    | 9月13日  | 岩本蓮加、堀為央奈                                        |                                                                 | 岩本蓮加擔任361－417回的MC（15代） |
| 390    | 9月20日  | 岩本蓮加、黑見明香                                        |                                                                 | 岩本蓮加擔任361－417回的MC（15代） |
| 391    | 9月27日  | 岩本蓮加、松尾美佑                                        |                                                                 | 岩本蓮加擔任361－417回的MC（15代） |
| 392    | 10月4日  | 岩本蓮加、中村麗乃                                        |                                                                 | 岩本蓮加擔任361－417回的MC（15代） |
| 393    | 10月11日 | 岩本蓮加、北野日奈子                                      |                                                                 | 岩本蓮加擔任361－417回的MC（15代） |
| 394    | 10月18日 | 岩本蓮加、阪口珠美                                        |                                                                 | 岩本蓮加擔任361－417回的MC（15代） |
| 395    | 10月25日 | 岩本蓮加、高山一實                                        | 即將畢業的白石麻衣以電話錄音出演                                | 岩本蓮加擔任361－417回的MC（15代） |
| 396    | 11月1日  | 岩本蓮加、寺田蘭世                                        |                                                                 | 岩本蓮加擔任361－417回的MC（15代） |
| 397    | 11月8日  | 岩本蓮加、渡邊米麗愛                                      |                                                                 | 岩本蓮加擔任361－417回的MC（15代） |
| 398    | 11月15日 | 岩本蓮加、梅澤美波                                        |                                                                 | 岩本蓮加擔任361－417回的MC（15代） |
| 399    | 11月22日 | 岩本蓮加、清宮玲                                          | 文化放送停止播放「日本大賽」的轉播                              | 岩本蓮加擔任361－417回的MC（15代） |
| 400    | 11月29日 | 岩本蓮加、星野南                                          |                                                                 | 岩本蓮加擔任361－417回的MC（15代） |
| 401    | 12月6日  | 岩本蓮加、弓木奈於                                        |                                                                 | 岩本蓮加擔任361－417回的MC（15代） |
| 402    | 12月13日 | 岩本蓮加、鈴木絢音                                        |                                                                 | 岩本蓮加擔任361－417回的MC（15代） |
| 403    | 12月20日 | 岩本蓮加、與田祐希                                        |                                                                 | 岩本蓮加擔任361－417回的MC（15代） |
| 404    | 12月27日 | 岩本蓮加、樋口日奈                                        |                                                                 | 岩本蓮加擔任361－417回的MC（15代） |

| 2021年 | 2021年   | 2021年                     | 2021年                           | 2021年                                                           |
| 回數   | 播出日期 | 出演成員                   | 備註                             | MC                                                               |
| ------ | -------- | -------------------------- | -------------------------------- | ---------------------------------------------------------------- |
| 405    | 1月3日   | 岩本蓮加、秋元真夏         |                                  | 岩本蓮加擔任361－417回的MC（15代）                               |
| 406    | 1月10日  | 岩本蓮加、松尾美佑         |                                  | 岩本蓮加擔任361－417回的MC（15代）                               |
| 407    | 1月17日  | 岩本蓮加、早川聖來         | 為防止新冠疫情擴散，採用遠端出演 | 岩本蓮加擔任361－417回的MC（15代）                               |
| 408    | 1月24日  | 岩本蓮加、阪口珠美         | 為防止新冠疫情擴散，採用遠端出演 | 岩本蓮加擔任361－417回的MC（15代）                               |
| 409    | 1月31日  | 岩本蓮加、林瑠奈           | 為防止新冠疫情擴散，採用遠端出演 | 岩本蓮加擔任361－417回的MC（15代）                               |
| 410    | 2月7日   | 岩本蓮加、筒井彩萌         | 為防止新冠疫情擴散，採用遠端出演 | 岩本蓮加擔任361－417回的MC（15代）                               |
| 411    | 2月14日  | 岩本蓮加、佐藤璃果         | 為防止新冠疫情擴散，採用遠端出演 | 岩本蓮加擔任361－417回的MC（15代）                               |
| 412    | 2月21日  | 岩本蓮加、賀喜遙香         | 為防止新冠疫情擴散，採用遠端出演 | 岩本蓮加擔任361－417回的MC（15代）                               |
| 413    | 2月28日  | 岩本蓮加、佐藤楓           | 為防止新冠疫情擴散，採用遠端出演 | 岩本蓮加擔任361－417回的MC（15代）                               |
| 414    | 3月7日   | 岩本蓮加、大園桃子         | 為防止新冠疫情擴散，採用遠端出演 | 岩本蓮加擔任361－417回的MC（15代）                               |
| 415    | 3月14日  | 岩本蓮加、黑見明香         | 為防止新冠疫情擴散，採用遠端出演 | 岩本蓮加擔任361－417回的MC（15代）                               |
| 416    | 3月21日  | 岩本蓮加、向井葉月         | 為防止新冠疫情擴散，採用遠端出演 | 岩本蓮加擔任361－417回的MC（15代）                               |
| 417    | 3月28日  | 岩本蓮加、梅澤美波         | 為防止新冠疫情擴散，採用遠端出演 | 岩本蓮加擔任361－417回的MC（15代）                               |
| 418    | 4月4日   | 筒井彩萌、田村真佑         | 為防止新冠疫情擴散，採用遠端出演 | 筒井彩萌擔任418－520回的MC（16代）， 是歷任MC擔任最長的（約2年） |
| 419    | 4月11日  | 筒井彩萌、大園桃子         | 為防止新冠疫情擴散，採用遠端出演 | 筒井彩萌擔任418－520回的MC（16代）， 是歷任MC擔任最長的（約2年） |
| 420    | 4月18日  | 筒井彩萌、清宮玲           | 為防止新冠疫情擴散，採用遠端出演 | 筒井彩萌擔任418－520回的MC（16代）， 是歷任MC擔任最長的（約2年） |
| 421    | 4月25日  | 筒井彩萌、秋元真夏         | 為防止新冠疫情擴散，採用遠端出演 | 筒井彩萌擔任418－520回的MC（16代）， 是歷任MC擔任最長的（約2年） |
| 422    | 5月2日   | 筒井彩萌、柴田柚菜         | 為防止新冠疫情擴散，採用遠端出演 | 筒井彩萌擔任418－520回的MC（16代）， 是歷任MC擔任最長的（約2年） |
| 423    | 5月9日   | 筒井彩萌、矢久保美緒       | 為防止新冠疫情擴散，採用遠端出演 | 筒井彩萌擔任418－520回的MC（16代）， 是歷任MC擔任最長的（約2年） |
| 424    | 5月16日  | 筒井彩萌、中村麗乃         | 為防止新冠疫情擴散，採用遠端出演 | 筒井彩萌擔任418－520回的MC（16代）， 是歷任MC擔任最長的（約2年） |
| 425    | 5月23日  | 筒井彩萌、佐藤璃果         | 為防止新冠疫情擴散，採用遠端出演 | 筒井彩萌擔任418－520回的MC（16代）， 是歷任MC擔任最長的（約2年） |
| 426    | 5月30日  | 筒井彩萌、松尾美佑         | 為防止新冠疫情擴散，採用遠端出演 | 筒井彩萌擔任418－520回的MC（16代）， 是歷任MC擔任最長的（約2年） |
| 427    | 6月6日   | 筒井彩萌、弓木奈於         | 為防止新冠疫情擴散，採用遠端出演 | 筒井彩萌擔任418－520回的MC（16代）， 是歷任MC擔任最長的（約2年） |
| 428    | 6月13日  | 筒井彩萌、鈴木絢音         | 為防止新冠疫情擴散，採用遠端出演 | 筒井彩萌擔任418－520回的MC（16代）， 是歷任MC擔任最長的（約2年） |
| 429    | 6月20日  | 筒井彩萌、松村沙友理       | 為防止新冠疫情擴散，採用遠端出演 | 筒井彩萌擔任418－520回的MC（16代）， 是歷任MC擔任最長的（約2年） |
| 430    | 6月27日  | 筒井彩萌、伊藤純奈         | 為防止新冠疫情擴散，採用遠端出演 | 筒井彩萌擔任418－520回的MC（16代）， 是歷任MC擔任最長的（約2年） |
| 431    | 7月4日   | 筒井彩萌、渡邊米麗愛       | 為防止新冠疫情擴散，採用遠端出演 | 筒井彩萌擔任418－520回的MC（16代）， 是歷任MC擔任最長的（約2年） |
| 432    | 7月11日  | 筒井彩萌、星野南           | 為防止新冠疫情擴散，採用遠端出演 | 筒井彩萌擔任418－520回的MC（16代）， 是歷任MC擔任最長的（約2年） |
| 433    | 7月18日  | 筒井彩萌、秋元真夏         | 為防止新冠疫情擴散，採用遠端出演 | 筒井彩萌擔任418－520回的MC（16代）， 是歷任MC擔任最長的（約2年） |
| 434    | 7月25日  | 筒井彩萌、阪口珠美         | 為防止新冠疫情擴散，採用遠端出演 | 筒井彩萌擔任418－520回的MC（16代）， 是歷任MC擔任最長的（約2年） |
| 435    | 8月1日   | 筒井彩萌、向井葉月         | 為防止新冠疫情擴散，採用遠端出演 | 筒井彩萌擔任418－520回的MC（16代）， 是歷任MC擔任最長的（約2年） |
| 436    | 8月8日   | 筒井彩萌、早川聖來         | 為防止新冠疫情擴散，採用遠端出演 | 筒井彩萌擔任418－520回的MC（16代）， 是歷任MC擔任最長的（約2年） |
| 437    | 8月15日  | 筒井彩萌、大園桃子         | 為防止新冠疫情擴散，採用遠端出演 | 筒井彩萌擔任418－520回的MC（16代）， 是歷任MC擔任最長的（約2年） |
| 438    | 8月22日  | 筒井彩萌、伊藤理理杏       | 為防止新冠疫情擴散，採用遠端出演 | 筒井彩萌擔任418－520回的MC（16代）， 是歷任MC擔任最長的（約2年） |
| 439    | 8月29日  | 筒井彩萌、黑見明香         | 為防止新冠疫情擴散，採用遠端出演 | 筒井彩萌擔任418－520回的MC（16代）， 是歷任MC擔任最長的（約2年） |
| 440    | 9月5日   | 筒井彩萌、林瑠奈           | 為防止新冠疫情擴散，採用遠端出演 | 筒井彩萌擔任418－520回的MC（16代）， 是歷任MC擔任最長的（約2年） |
| 441    | 9月12日  | 筒井彩萌、北野日奈子       | 為防止新冠疫情擴散，採用遠端出演 | 筒井彩萌擔任418－520回的MC（16代）， 是歷任MC擔任最長的（約2年） |
| 442    | 9月19日  | 筒井彩萌、高山一實         | 為防止新冠疫情擴散，採用遠端出演 | 筒井彩萌擔任418－520回的MC（16代）， 是歷任MC擔任最長的（約2年） |
| 443    | 9月26日  | 筒井彩萌、北川悠理         | 為防止新冠疫情擴散，採用遠端出演 | 筒井彩萌擔任418－520回的MC（16代）， 是歷任MC擔任最長的（約2年） |
| 444    | 10月3日  | 筒井彩萌、掛橋紗耶香       | 為防止新冠疫情擴散，採用遠端出演 | 筒井彩萌擔任418－520回的MC（16代）， 是歷任MC擔任最長的（約2年） |
| 445    | 10月10日 | 筒井彩萌、田村真佑         | 為防止新冠疫情擴散，採用遠端出演 | 筒井彩萌擔任418－520回的MC（16代）， 是歷任MC擔任最長的（約2年） |
| 446    | 10月17日 | 筒井彩萌、清宮玲           | 為防止新冠疫情擴散，採用遠端出演 | 筒井彩萌擔任418－520回的MC（16代）， 是歷任MC擔任最長的（約2年） |
| 447    | 10月24日 | 筒井彩萌、遠藤櫻           | 重回廣播台收錄                   | 筒井彩萌擔任418－520回的MC（16代）， 是歷任MC擔任最長的（約2年） |
| 448    | 10月31日 | 筒井彩萌、樋口日奈         |                                  | 筒井彩萌擔任418－520回的MC（16代）， 是歷任MC擔任最長的（約2年） |
| 449    | 11月7日  | 筒井彩萌、佐藤楓           |                                  | 筒井彩萌擔任418－520回的MC（16代）， 是歷任MC擔任最長的（約2年） |
| 450    | 11月14日 | 筒井彩萌、新內真衣         |                                  | 筒井彩萌擔任418－520回的MC（16代）， 是歷任MC擔任最長的（約2年） |
| 451    | 11月21日 | 筒井彩萌、矢久保美緒       | 文化放送停播「日本大賽」的轉播   | 筒井彩萌擔任418－520回的MC（16代）， 是歷任MC擔任最長的（約2年） |
| 452    | 11月28日 | 筒井彩萌、弓木奈於         |                                  | 筒井彩萌擔任418－520回的MC（16代）， 是歷任MC擔任最長的（約2年） |
| 453    | 12月5日  | 筒井彩萌、掛橋紗耶香       |                                  | 筒井彩萌擔任418－520回的MC（16代）， 是歷任MC擔任最長的（約2年） |
| 454    | 12月12日 | 筒井彩萌、早川聖來         |                                  | 筒井彩萌擔任418－520回的MC（16代）， 是歷任MC擔任最長的（約2年） |
| 455    | 12月19日 | 筒井彩萌、生田繪梨花       |                                  | 筒井彩萌擔任418－520回的MC（16代）， 是歷任MC擔任最長的（約2年） |
| 456    | 12月26日 | 筒井彩萌、吉田綾乃克莉絲蒂 |                                  | 筒井彩萌擔任418－520回的MC（16代）， 是歷任MC擔任最長的（約2年） |

| 2022年 | 2022年   | 2022年               | 2022年 | 2022年                                                           |
| 回數   | 播出日期 | 出演成員             | 備註 | MC                                                               |
| ------ | -------- | -------------------- | --- | ---------------------------------------------------------------- |
| 457    | 1月2日   | 筒井彩萌、樋口日奈   | | 筒井彩萌擔任418－520回的MC（16代）， 是歷任MC擔任最長的（約2年） |
| 458    | 1月9日   | 筒井彩萌、黑見明香   | | 筒井彩萌擔任418－520回的MC（16代）， 是歷任MC擔任最長的（約2年） |
| 459    | 1月16日  | 筒井彩萌、佐藤璃果   | | 筒井彩萌擔任418－520回的MC（16代）， 是歷任MC擔任最長的（約2年） |
| 460    | 1月23日  | 筒井彩萌、阪口珠美   | | 筒井彩萌擔任418－520回的MC（16代）， 是歷任MC擔任最長的（約2年） |
| 461    | 1月30日  | 筒井彩萌、田村真佑   | | 筒井彩萌擔任418－520回的MC（16代）， 是歷任MC擔任最長的（約2年） |
| 462    | 2月6日   | 筒井彩萌、林瑠奈     | | 筒井彩萌擔任418－520回的MC（16代）， 是歷任MC擔任最長的（約2年） |
| 463    | 2月13日  | 筒井彩萌、清宮玲     | | 筒井彩萌擔任418－520回的MC（16代）， 是歷任MC擔任最長的（約2年） |
| 464    | 2月20日  | 筒井彩萌、金川紗耶   | | 筒井彩萌擔任418－520回的MC（16代）， 是歷任MC擔任最長的（約2年） |
| 465    | 2月27日  | 筒井彩萌、柴田柚菜   | | 筒井彩萌擔任418－520回的MC（16代）， 是歷任MC擔任最長的（約2年） |
| 466    | 3月6日   | 筒井彩萌、松尾美佑   | | 筒井彩萌擔任418－520回的MC（16代）， 是歷任MC擔任最長的（約2年） |
| 467    | 3月13日  | 筒井彩萌、和田瑪雅   | | 筒井彩萌擔任418－520回的MC（16代）， 是歷任MC擔任最長的（約2年） |
| 468    | 3月20日  | 筒井彩萌、鈴木絢音   | | 筒井彩萌擔任418－520回的MC（16代）， 是歷任MC擔任最長的（約2年） |
| 469    | 3月27日  | 筒井彩萌、掛橋紗耶香 | | 筒井彩萌擔任418－520回的MC（16代）， 是歷任MC擔任最長的（約2年） |
| SP     | 4月3日   | 筒井彩萌、清宮玲     | 「文化放送開播70週年紀念」 乃木坂46的「乃」×日向坂46的「日」特別節目， 日向坂46的上村日菜乃、高橋未來虹前來演出 | 筒井彩萌擔任418－520回的MC（16代）， 是歷任MC擔任最長的（約2年） |
| 470    | 4月10日  | 梅澤美波、阪口珠美   | 筒井彩萌罹患新冠肺炎                                                                                            | 梅澤美波（代班）                                                 |
| 471    | 4月17日  | 梅澤美波、黑見明香   | 筒井彩萌罹患新冠肺炎                                                                                            | 梅澤美波（代班）                                                 |
| 472    | 4月24日  | 筒井彩萌、田村真佑   | | 筒井彩萌擔任418－520回的MC（16代）， 是歷任MC擔任最長的（約2年） |
| 473    | 5月1日   | 筒井彩萌、北川悠理   | | 筒井彩萌擔任418－520回的MC（16代）， 是歷任MC擔任最長的（約2年） |
| 474    | 5月8日   | 筒井彩萌、遠藤櫻     | | 筒井彩萌擔任418－520回的MC（16代）， 是歷任MC擔任最長的（約2年） |
| 475    | 5月15日  | 筒井彩萌、佐藤楓     | | 筒井彩萌擔任418－520回的MC（16代）， 是歷任MC擔任最長的（約2年） |
| 476    | 5月22日  | 筒井彩萌、秋元真夏   | | 筒井彩萌擔任418－520回的MC（16代）， 是歷任MC擔任最長的（約2年） |
| 477    | 5月29日  | 筒井彩萌、菅原咲月   | | 筒井彩萌擔任418－520回的MC（16代）， 是歷任MC擔任最長的（約2年） |
| 478    | 6月5日   | 筒井彩萌、池田瑛紗   | | 筒井彩萌擔任418－520回的MC（16代）， 是歷任MC擔任最長的（約2年） |
| 479    | 6月12日  | 筒井彩萌、奧田伊呂波 | | 筒井彩萌擔任418－520回的MC（16代）， 是歷任MC擔任最長的（約2年） |
| 480    | 6月19日  | 筒井彩萌、一之瀨美空 | | 筒井彩萌擔任418－520回的MC（16代）， 是歷任MC擔任最長的（約2年） |
| 481    | 6月26日  | 筒井彩萌、川崎櫻     | | 筒井彩萌擔任418－520回的MC（16代）， 是歷任MC擔任最長的（約2年） |
| 482    | 7月3日   | 筒井彩萌、山崎玲奈   | | 筒井彩萌擔任418－520回的MC（16代）， 是歷任MC擔任最長的（約2年） |
| 483    | 7月10日  | 筒井彩萌、富里央奈   | | 筒井彩萌擔任418－520回的MC（16代）， 是歷任MC擔任最長的（約2年） |
| 484    | 7月17日  | 筒井彩萌、中西阿爾諾 | | 筒井彩萌擔任418－520回的MC（16代）， 是歷任MC擔任最長的（約2年） |
| 485    | 7月24日  | 筒井彩萌、小川彩     | | 筒井彩萌擔任418－520回的MC（16代）， 是歷任MC擔任最長的（約2年） |
| 486    | 7月31日  | 筒井彩萌、岡本姬奈   | | 筒井彩萌擔任418－520回的MC（16代）， 是歷任MC擔任最長的（約2年） |
| 487    | 8月7日   | 筒井彩萌、井上和     | | 筒井彩萌擔任418－520回的MC（16代）， 是歷任MC擔任最長的（約2年） |
| 488    | 8月14日  | 筒井彩萌、賀喜遙香   | | 筒井彩萌擔任418－520回的MC（16代）， 是歷任MC擔任最長的（約2年） |
| 489    | 8月21日  | 筒井彩萌、五百城茉央 | | 筒井彩萌擔任418－520回的MC（16代）， 是歷任MC擔任最長的（約2年） |
| 490    | 8月28日  | 筒井彩萌、鈴木絢音   | | 筒井彩萌擔任418－520回的MC（16代）， 是歷任MC擔任最長的（約2年） |
| 491    | 9月4日   | 筒井彩萌、與田祐希   | | 筒井彩萌擔任418－520回的MC（16代）， 是歷任MC擔任最長的（約2年） |
| 492    | 9月11日  | 筒井彩萌、和田瑪雅   | | 筒井彩萌擔任418－520回的MC（16代）， 是歷任MC擔任最長的（約2年） |
| 493    | 9月18日  | 筒井彩萌、阪口珠美   | | 筒井彩萌擔任418－520回的MC（16代）， 是歷任MC擔任最長的（約2年） |
| 494    | 9月25日  | 筒井彩萌、金川紗耶   | | 筒井彩萌擔任418－520回的MC（16代）， 是歷任MC擔任最長的（約2年） |
| 495    | 10月2日  | 筒井彩萌、樋口日奈   | | 筒井彩萌擔任418－520回的MC（16代）， 是歷任MC擔任最長的（約2年） |
| 496    | 10月9日  | 筒井彩萌、向井葉月   | | 筒井彩萌擔任418－520回的MC（16代）， 是歷任MC擔任最長的（約2年） |
| 497    | 10月16日 | 筒井彩萌、奧田伊呂波 | | 筒井彩萌擔任418－520回的MC（16代）， 是歷任MC擔任最長的（約2年） |
| 498    | 10月23日 | 筒井彩萌、梅澤美波   | 文化放送停播「日本大賽」第2場比賽轉播                                                                           | 筒井彩萌擔任418－520回的MC（16代）， 是歷任MC擔任最長的（約2年） |
| 499    | 10月30日 | 筒井彩萌、黑見明香   | 文化放送停播「日本大賽」第7場比賽轉播                                                                           | 筒井彩萌擔任418－520回的MC（16代）， 是歷任MC擔任最長的（約2年） |
| 500    | 11月6日  | 筒井彩萌             | 500回特輯，筒井彩萌單獨出演                                                                                     | 筒井彩萌擔任418－520回的MC（16代）， 是歷任MC擔任最長的（約2年） |
| 501    | 11月13日 | 筒井彩萌、岩本蓮加   | | 筒井彩萌擔任418－520回的MC（16代）， 是歷任MC擔任最長的（約2年） |
| 502    | 11月20日 | 筒井彩萌、和田瑪雅   | | 筒井彩萌擔任418－520回的MC（16代）， 是歷任MC擔任最長的（約2年） |
| 503    | 11月27日 | 筒井彩萌、田村真佑   | | 筒井彩萌擔任418－520回的MC（16代）， 是歷任MC擔任最長的（約2年） |
| 504    | 12月4日  | 筒井彩萌、遠藤櫻     | | 筒井彩萌擔任418－520回的MC（16代）， 是歷任MC擔任最長的（約2年） |
| 505    | 12月11日 | 筒井彩萌、弓木奈於   | | 筒井彩萌擔任418－520回的MC（16代）， 是歷任MC擔任最長的（約2年） |
| 506    | 12月18日 | 筒井彩萌、齋藤飛鳥   | | 筒井彩萌擔任418－520回的MC（16代）， 是歷任MC擔任最長的（約2年） |
| 507    | 12月25日 | 筒井彩萌、中西阿爾諾 | | 筒井彩萌擔任418－520回的MC（16代）， 是歷任MC擔任最長的（約2年） |

| 2023年 | 2023年   | 2023年                     | 2023年                            | 2023年                                                           |
| 回數   | 播放日期 | 出演成員                   | 備註                              | MC                                                               |
| ------ | -------- | -------------------------- | --------------------------------- | ---------------------------------------------------------------- |
| 508    | 1月1日   | 筒井彩萌、菅原咲月         |                                   | 筒井彩萌擔任418－520回的MC（16代）， 是歷任MC擔任最長的（約2年） |
| 509    | 1月8日   | 筒井彩萌、池田瑛紗         |                                   | 筒井彩萌擔任418－520回的MC（16代）， 是歷任MC擔任最長的（約2年） |
| 510    | 1月15日  | 筒井彩萌、佐藤梨果         |                                   | 筒井彩萌擔任418－520回的MC（16代）， 是歷任MC擔任最長的（約2年） |
| 511    | 1月22日  | 筒井彩萌、中村麗乃         |                                   | 筒井彩萌擔任418－520回的MC（16代）， 是歷任MC擔任最長的（約2年） |
| 512    | 1月29日  | 筒井彩萌、賀喜遙香         |                                   | 筒井彩萌擔任418－520回的MC（16代）， 是歷任MC擔任最長的（約2年） |
| 513    | 2月5日   | 筒井彩萌、富里奈央         |                                   | 筒井彩萌擔任418－520回的MC（16代）， 是歷任MC擔任最長的（約2年） |
| 514    | 2月12日  | 筒井彩萌、早川聖來         |                                   | 筒井彩萌擔任418－520回的MC（16代）， 是歷任MC擔任最長的（約2年） |
| 515    | 2月19日  | 筒井彩萌、秋元真夏         |                                   | 筒井彩萌擔任418－520回的MC（16代）， 是歷任MC擔任最長的（約2年） |
| 516    | 2月26日  | 筒井彩萌、阪口珠美         |                                   | 筒井彩萌擔任418－520回的MC（16代）， 是歷任MC擔任最長的（約2年） |
| 517    | 3月5日   | 筒井彩萌、一之瀨美空       |                                   | 筒井彩萌擔任418－520回的MC（16代）， 是歷任MC擔任最長的（約2年） |
| 518    | 3月12日  | 筒井彩萌、吉田綾乃克莉絲蒂 |                                   | 筒井彩萌擔任418－520回的MC（16代）， 是歷任MC擔任最長的（約2年） |
| 519    | 3月19日  | 筒井彩萌、鈴木絢音         |                                   | 筒井彩萌擔任418－520回的MC（16代）， 是歷任MC擔任最長的（約2年） |
| 520    | 3月26日  | 筒井彩萌、五百城茉央       |                                   | 筒井彩萌擔任418－520回的MC（16代）， 是歷任MC擔任最長的（約2年） |
| 521    | 4月2日   | 五百城茉央、岩本蓮加       | 521－568回為5期生月替MC           | 五百城茉央                                                       |
| 522    | 4月9日   | 五百城茉央、與田祐希       | 521－568回為5期生月替MC           | 五百城茉央                                                       |
| 523    | 4月16日  | 五百城茉央、賀喜遙香       | 521－568回為5期生月替MC           | 五百城茉央                                                       |
| 524    | 4月23日  | 五百城茉央、金川紗耶       | 521－568回為5期生月替MC           | 五百城茉央                                                       |
| 525    | 4月30日  | 五百城茉央、松尾美佑       | 521－568回為5期生月替MC           | 五百城茉央                                                       |
| 526    | 5月7日   | 小川彩、柴田柚菜           | 521－568回為5期生月替MC           | 小川彩                                                           |
| 527    | 5月14日  | 小川彩、弓木奈於           | 521－568回為5期生月替MC           | 小川彩                                                           |
| 528    | 5月21日  | 小川彩、遠藤櫻             | 521－568回為5期生月替MC           | 小川彩                                                           |
| 529    | 5月28日  | 小川彩、梅澤美波           | 521－568回為5期生月替MC           | 小川彩                                                           |
| 530    | 6月4日   | 菅原咲月、久保史緒里       | 521－568回為5期生月替MC           | 菅原咲月                                                         |
| 531    | 6月11日  | 菅原咲月、田村真佑         | 521－568回為5期生月替MC           | 菅原咲月                                                         |
| 532    | 6月18日  | 菅原咲月、北川悠理         | 521－568回為5期生月替MC           | 菅原咲月                                                         |
| 533    | 6月25日  | 菅原咲月、岩本蓮加         | 521－568回為5期生月替MC           | 菅原咲月                                                         |
| 534    | 7月2日   | 奧田伊呂波、伊藤理理杏     | 521－568回為5期生月替MC           | 奧田伊呂波                                                       |
| 535    | 7月9日   | 奧田伊呂波、金川紗耶       | 521－568回為5期生月替MC           | 奧田伊呂波                                                       |
| 536    | 7月16日  | 奧田伊呂波、清宮玲         | 521－568回為5期生月替MC           | 奧田伊呂波                                                       |
| 537    | 7月23日  | 奧田伊呂波、中村麗乃       | 521－568回為5期生月替MC           | 奧田伊呂波                                                       |
| 538    | 7月30日  | 奧田伊呂波、佐藤楓         | 521－568回為5期生月替MC           | 奧田伊呂波                                                       |
| 539    | 8月6日   | 富里奈央、向井葉月         | 521－568回為5期生月替MC           | 富里奈央                                                         |
| 540    | 8月13日  | 富里奈央、黑見明香         | 521－568回為5期生月替MC           | 富里奈央                                                         |
| 541    | 8月20日  | 富里奈央、早川聖來         | 521－568回為5期生月替MC           | 富里奈央                                                         |
| 542    | 8月27日  | 富里奈央、矢久保美緒       | 521－568回為5期生月替MC           | 富里奈央                                                         |
| 543    | 9月3日   | 池田瑛紗、與田佑希         | 521－568回為5期生月替MC           | 池田瑛紗                                                         |
| 544    | 9月10日  | 池田瑛紗、松尾美佑         | 521－568回為5期生月替MC           | 池田瑛紗                                                         |
| 545    | 9月17日  | 池田瑛紗、田村真佑         | 521－568回為5期生月替MC           | 池田瑛紗                                                         |
| 546    | 9月24日  | 池田瑛紗、賀喜遙香         | 521－568回為5期生月替MC           | 池田瑛紗                                                         |
| 547    | 10月1日  | 一之瀨美空、佐藤璃果       | 521－568回為5期生月替MC           | 一之瀨美空                                                       |
| 548    | 10月8日  | 一之瀨美空、柴田柚菜       | 521－568回為5期生月替MC           | 一之瀨美空                                                       |
| 549    | 10月15日 | 一之瀨美空、岩本蓮加       | 521－568回為5期生月替MC           | 一之瀨美空                                                       |
| 550    | 10月22日 | 一之瀨美空、遠藤櫻         | 521－568回為5期生月替MC           | 一之瀨美空                                                       |
| 551    | 10月29日 | 一之瀨美空、梅澤美波       | 文化放送停播「日本大賽」第2場轉播 | 一之瀨美空                                                       |
| 552    | 11月5日  | 中西阿爾諾、矢久保美緒     | 文化放送停播「日本大賽」第7場轉播 | 中西阿爾諾                                                       |
| 553    | 11月12日 | 中西阿爾諾、佐藤楓         | 521－568回為5期生月替MC           | 中西阿爾諾                                                       |
| 554    | 11月19日 | 中西阿爾諾、清宮玲         | 521－568回為5期生月替MC           | 中西阿爾諾                                                       |
| 555    | 11月26日 | 中西阿爾諾、松尾美佑       | 521－568回為5期生月替MC           | 中西阿爾諾                                                       |
| 556    | 12月3日  | 川崎櫻、筒井彩萌           | 521－568回為5期生月替MC           | 川崎櫻                                                           |
| 557    | 12月10日 | 川崎櫻、與田祐希           | 521－568回為5期生月替MC           | 川崎櫻                                                           |
| 558    | 12月17日 | 川崎櫻、遠藤櫻             | 521－568回為5期生月替MC           | 川崎櫻                                                           |
| 559    | 12月24日 | 川崎櫻、弓木奈於           | 521－568回為5期生月替MC           | 川崎櫻                                                           |
| 560    | 12月31日 | 川崎櫻、田村真佑           | 521－568回為5期生月替MC           | 川崎櫻                                                           |

| 2024年 | 2024年   | 2024年                         | 2024年                                    | 2024年               |
| 回數   | 播放日期 | 出演成員                       | 備註                                      | MC                   |
| ------ | -------- | ------------------------------ | ----------------------------------------- | -------------------- |
| 561    | 1月7日   | 岡本姬奈、矢久保美緒           | 521－568回為5期生月替MC                   | 岡本姬奈             |
| 562    | 1月14日  | 岡本姬奈、阪口珠美             | 521－568回為5期生月替MC                   | 岡本姬奈             |
| 563    | 1月21日  | 岡本姬奈、吉田綾乃克莉絲蒂     | 521－568回為5期生月替MC                   | 岡本姬奈             |
| 564    | 1月28日  | 岡本姬奈、伊藤理理杏           | 521－568回為5期生月替MC                   | 岡本姬奈             |
| 565    | 2月4日   | 井上和、遠藤櫻                 | 521－568回為5期生月替MC                   | 井上和               |
| 566    | 2月11日  | 井上和、與田祐希               | 521－568回為5期生月替MC                   | 井上和               |
| 567    | 2月18日  | 井上和、筒井彩萌               | 521－568回為5期生月替MC                   | 井上和               |
| 568    | 2月25日  | 井上和、賀喜遙香               | 521－568回為5期生月替MC                   | 井上和               |
| 569    | 3月3日   | 一之瀨美空、小川彩             | 為「乃木的乃5期生特別節目」 只有5期生出演 | 無MC                 |
| 570    | 3月10日  | 五百城茉央、富里奈央           | 為「乃木的乃5期生特別節目」 只有5期生出演 | 無MC                 |
| 571    | 3月17日  | 池田瑛紗、岡本姬奈、中西阿爾諾 | 為「乃木的乃5期生特別節目」 只有5期生出演 | 無MC                 |
| 572    | 3月24日  | 奧田伊呂波、菅原咲月           | 為「乃木的乃5期生特別節目」 只有5期生出演 | 無MC                 |
| 573    | 3月31日  | 井上和、川崎櫻                 | 為「乃木的乃5期生特別節目」 只有5期生出演 | 無MC                 |
| 574    | 4月7日   | 菅原咲月、田村真佑             |                                           | 菅原咲月為MC（17代） |
| 575    | 4月14日  | 菅原咲月、梅澤美波             |                                           | 菅原咲月為MC（17代） |
| 576    | 4月21日  | 菅原咲月、弓木奈於             |                                           | 菅原咲月為MC（17代） |
| 577    | 4月28日  | 菅原咲月、黑見明香             |                                           | 菅原咲月為MC（17代） |
| 578    | 5月5日   | 菅原咲月、山下美月             |                                           | 菅原咲月為MC（17代） |
| 579    | 5月12日  | 菅原咲月、松尾美佑             |                                           | 菅原咲月為MC（17代） |
| 580    | 5月19日  | 菅原咲月、岩本蓮加             |                                           | 菅原咲月為MC（17代） |
| 581    | 5月26日  | 菅原咲月、久保史緒里           |                                           | 菅原咲月為MC（17代） |
| 582    | 6月2日   | 菅原咲月、佐藤楓               |                                           | 菅原咲月為MC（17代） |
| 583    | 6月9日   | 菅原咲月、五百城茉央           |                                           | 菅原咲月為MC（17代） |
| 584    | 6月16日  | 菅原咲月、遠藤櫻               |                                           | 菅原咲月為MC（17代） |
| 585    | 6月23日  | 菅原咲月、伊藤理理杏           |                                           | 菅原咲月為MC（17代） |
| 586    | 6月30日  | 菅原咲月、阪口珠美             |                                           | 菅原咲月為MC（17代） |
| 587    | 7月7日   | 菅原咲月、清宮玲               |                                           | 菅原咲月為MC（17代） |
| 588    | 7月14日  | 菅原咲月、佐藤璃果             |                                           | 菅原咲月為MC（17代） |
| 589    | 7月21日  | 菅原咲月、岡本姬奈             |                                           | 菅原咲月為MC（17代） |
| 590    | 7月28日  | 菅原咲月、小川彩               |                                           | 菅原咲月為MC（17代） |
| 591    | 8月4日   | 菅原咲月、中西阿爾諾           |                                           | 菅原咲月為MC（17代） |
| 592    | 8月11日  | 菅原咲月、吉田綾乃克莉絲蒂     |                                           | 菅原咲月為MC（17代） |
| 593    | 8月18日  | 菅原咲月、奧田伊呂波           |                                           | 菅原咲月為MC（17代） |
| 594    | 8月25日  | 菅原咲月、池田瑛紗             |                                           | 菅原咲月為MC（17代） |
| 595    | 9月1日   | 菅原咲月、富里奈央             |                                           | 菅原咲月為MC（17代） |
| 596    | 9月8日   | 菅原咲月、矢久保美緒           |                                           | 菅原咲月為MC（17代） |
| 597    | 9月15日  | 菅原咲月、松尾美佑             |                                           | 菅原咲月為MC（17代） |
| 598    | 9月22日  | 菅原咲月、弓木奈於             |                                           | 菅原咲月為MC（17代） |
| 599    | 9月29日  | 菅源咲月、林瑠奈               |                                           | 菅原咲月為MC（17代） |
| 600    | 10月6日  | 菅原咲月、金川紗耶             |                                           | 菅原咲月為MC（17代） |
| 601    | 10月13日 | 菅原咲月、賀喜遙香             |                                           | 菅原咲月為MC（17代） |
| 602    | 10月20日 | 菅原咲月、田村真佑             |                                           | 菅原咲月為MC（17代） |
| 603    | 10月27日 | 菅原咲月、一之瀨美空           | 文化放送停播「日本大賽」第2場轉播         | 菅原咲月為MC（17代） |
| 604    | 11月3日  | 菅原咲月、中西阿爾諾           | 文化放送停播「日本大賽」第6場轉播         | 菅原咲月為MC（17代） |
| 605    | 11月10日 | 菅原咲月、伊藤理理杏           |                                           | 菅原咲月為MC（17代） |
| 606    | 11月17日 | 菅原咲月、小川彩               |                                           | 菅原咲月為MC（17代） |
| 607    | 11月24日 | 菅原咲月、岡本姬奈             |                                           | 菅原咲月為MC（17代） |
| 608    | 12月1日  | 菅原咲月、五百城茉央           |                                           | 菅原咲月為MC（17代） |
| 609    | 12月8日  | 菅原咲月、川崎櫻               |                                           | 菅原咲月為MC（17代） |
| 610    | 12月15日 | 菅原咲月、梅澤美波             |                                           | 菅原咲月為MC（17代） |
| 611    | 12月22日 | 菅原咲月、向井葉月             |                                           | 菅原咲月為MC（17代） |
| 612    | 12月29日 | 菅原咲月、筒井彩萌             |                                           | 菅原咲月為MC（17代） |

| 2025年 | 2025年   | 2025年                         | 2025年         | 2025年               |
| 回數   | 播放日期 | 演出成員                       | 備註           | MC                   |
| ------ | -------- | ------------------------------ | -------------- | -------------------- |
| 613    | 1月5日   | 菅原咲月、遠藤櫻               |                | 菅原咲月為MC（17代） |
| 614    | 1月12日  | 菅原咲月、奥田伊呂波           |                | 菅原咲月為MC（17代） |
| 615    | 1月19日  | 菅原咲月、中村麗乃             |                | 菅原咲月為MC（17代） |
| 616    | 1月26日  | 菅原咲月、富里奈央             |                | 菅原咲月為MC（17代） |
| 617    | 2月2日   | 菅原咲月、池田瑛紗             |                | 菅原咲月為MC（17代） |
| 618    | 2月9日   | 菅原咲月、一之瀨美空           |                | 菅原咲月為MC（17代） |
| 619    | 2月16日  | 菅原咲月、與田祐希             |                | 菅原咲月為MC（17代） |
| 620    | 2月23日  | 菅原咲月、弓木奈於             |                | 菅原咲月為MC（17代） |
| 621    | 3月2日   | 菅原咲月、黑見明香             |                | 菅原咲月為MC（17代） |
| 622    | 3月9日   | 菅原咲月、佐藤璃果             |                | 菅原咲月為MC（17代） |
| 623    | 3月16日  | 菅原咲月、小川彩               |                | 菅原咲月為MC（17代） |
| 624    | 3月23日  | 菅原咲月、岡本姫奈             |                | 菅原咲月為MC（17代） |
| 625    | 3月30日  | 菅原咲月、吉田綾乃克莉絲蒂     |                | 菅原咲月為MC（17代） |
| 626    | 4月6日   | 菅原咲月、金川紗耶             |                | 菅原咲月為MC（17代） |
| 627    | 4月13日  | 菅原咲月、川﨑櫻               |                | 菅原咲月為MC（17代） |
| 628    | 4月20日  | 菅原咲月、池田瑛紗             |                | 菅原咲月為MC（17代） |
| 629    | 4月27日  | 菅原咲月、佐藤楓               |                | 菅原咲月為MC（17代） |
| 630    | 5月4日   | 菅原咲月、中西阿爾諾           |                | 菅原咲月為MC（17代） |
| 631    | 5月11日  | 菅原咲月、矢久保美緒           |                | 菅原咲月為MC（17代） |
| 632    | 5月18日  | 菅原咲月、田村真佑             |                | 菅原咲月為MC（17代） |
| 633    | 5月25日  | 菅原咲月、井上和               |                | 菅原咲月為MC（17代） |
| 634    | 6月1日   | 菅原咲月、矢田萌華             | 6期生週        | 菅原咲月為MC（17代） |
| 635    | 6月8日   | 菅原咲月、海邊朱莉             | 6期生週        | 菅原咲月為MC（17代） |
| 636    | 6月15日  | 菅原咲月、一之瀨美空、長嶋凛櫻 | 文化放送特別週 | 菅原咲月為MC（17代） |
| 637    | 6月22日  | 菅原咲月、森平麗心             | 6期生週        | 菅原咲月為MC（17代） |
| 638    | 6月29日  | 菅原咲月、增田三莉音           | 6期生週        | 菅原咲月為MC（17代） |
| 639    | 7月6日   | 菅原咲月、川端晃菜             | 6期生週        | 菅原咲月為MC（17代） |
| 640    | 7月13日  | 菅原咲月、愛宕心響             | 6期生週        | 菅原咲月為MC（17代） |
| 641    | 7月20日  | 菅原咲月、鈴木佑捺             | 6期生週        | 菅原咲月為MC（17代） |
| 642    | 7月27日  | 菅原咲月、大越陽菜乃           | 6期生週        | 菅原咲月為MC（17代） |
| 643    | 8月3日   | 菅原咲月、瀨戶口心月           | 6期生週        | 菅原咲月為MC（17代） |

## 播出電台
| 播出期間                                                                                               | 播出時間                          | 放送局           | 播出地區       | 備註           |
| --- | --------------------------------- | ---------------- | -------------- | -------------- |
| 2013年4月7日—                                                                                          | 星期日 18:00－18:30               | 文化放送         | 關東地方       | 製作局         |
| 2017年4月7日—                                                                                          | 星期二 23:00－23:30               | 西日本放送       | 香川縣         | 延遲網         |
| 2013年4月6日—                                                                                          | 星期五 23:30－00:00               | 福島電台         | 福島縣         | 延遲網         |
| 2016年4月3日—                                                                                          | 星期日 22:30－23:00               | 北海道放送       | 北海道         | 延遲網         |
| 2016年4月3日—                                                                                          | 星期日 22:00－22:30               | 秋田放送         | 秋田縣         | 延遲網         |
| 2016年4月3日—                                                                                          | 星期三 21:15－21:45               | 山形放送         | 山形縣         | 延遲網         |
| 2018年10月13日—                                                                                        | 星期六 22:00－22:30               | 靜岡放送         | 靜岡縣         | 延遲網         |
| 2025年4月7日—                                                                                          | 星期一 00:00－00:30（星期日深夜） | 朝日放送廣播電台 | 近畿地方       | 延遲網         |
| 2013年10月2日—2014年3月28日 2014年10月1日—2015年3月25日                                                | 星期三 21:00－21:30               | 岐阜放送         | 岐阜縣         | 獨立局、延遲網 |
| 2019年4月6日—9月28日                                                                                   | 星期六 19:30－20:00               | IBC岩手放送      | 岩手縣         | 延遲網         |
| 2018年4月1日—9月30日                                                                                   | 星期日 21:00－21:30               | 宮崎放送         | 宮崎縣         | 延遲網         |
| 2019年10月9日—2020年3月18日                                                                            | 星期三 21:00－21:30               | 東海電台放送     | 中京圈         | 延遲網         |
| 2019年4月6日—2020年3月28日                                                                             | 星期日 21:00－21:30               | RSK山陽放送      | 岡山縣         | 延遲網         |
| 2013年4月6日—2020年4月25日                                                                             | 星期六 23:00－23:30               | 福井放送         | 福井縣         | 延遲網         |
| 2019年4月17日—2020年9月29日                                                                            | 星期三 00:05－00:35               | 九州朝日放送     | 福岡縣         | 延遲網         |
| 2015年8月8日—2020年9月27日                                                                             | 星期日 23:30－00:00               | 長崎放送         | 長崎縣、佐賀縣 | 延遲網         |
| 2016年4月2日—2021年9月20日                                                                             | 星期一 21:00－21:30               | 信越放送         | 長野縣         | 延遲網         |
| 2017年7月10日—2022年3月21日                                                                            | 星期一 20:00－20:30               | 新潟放送         | 新潟縣         | 延遲網         |
| 2013年4月6日—2022年3月25日                                                                             | 星期五 21:00－21:30               | 山梨放送         | 山梨縣         | 延遲網         |
| 2014年4月6日—9月28日、 2015年4月9日—9月27日、 2016年4月3日—2021年9月26日、 2022年9月29日—2023年3月30日 | 星期四 21:00－21:30               | 青森放送         | 青森縣         | 延遲網         |
| 2021年9月30日—2023年3月30日                                                                            | 星期四 21:30－22:00               | 大分放送         | 大分縣         | 延遲網         |
| 2017年4月9日—2024年3月31日                                                                             | 星期日 23:30－00:00               | 北陸放送         | 石川縣         | 延遲網         |

## 乃木坂46的「乃」全國包圍特別節目～日本全國各地乃木的乃盛大祭典SP！～
通常「RECOMMEND!」節目播出在2022年5月26日0:00 - 1:00(25日午夜24:00 - 25:00)，為該節目的衍生節目,將在其所在網路區域播出。
前50分鐘為「國家部分」播出,以日本文化放送為主要電台，星期三會有田村真佑、筒井彩萌及秋元真夏。
在最後 10 分鐘內,成員被分配給 36 個電台中的每一個,作為「本地有限部分」（有一些重疊）,並且 36 種廣播模式僅在該土地上廣播。
- ◇ -特別節目播出時正在播放乃木坂46的「乃」的電台
- ◆ -在特別節目播出之前播放乃木坂46的「乃」的電台
- ☆ - 出演成員出身地所播出的電台

| 播出地區       | 放送局             | 出演成員                     | 備註          | 記號 |
| -------------- | ------------------ | ---------------------------- | ------------- | ---- |
| 關東地方       | 文化放送           | 筒井彩萌、秋元真夏、田村真佑 | 製作局        | ◇☆   |
| 北海道         | 北海道放送         | 金川紗耶                     |               | ◇☆   |
| 青森縣         | 青森放送           | 山下美月                     |               | ◆    |
| 岩手縣         | IBC岩手放送        | 佐藤璃果                     |               | ◆☆   |
| 宮城縣         | 東北放送           | 久保史緒里                   |               | ☆    |
| 秋田縣         | 秋田放送           | 鈴木絢音                     |               | ◇☆   |
| 山形縣         | 山形放送           | 中村麗乃                     |               | ◇    |
| 福島縣         | 福島電台           | 秋原真夏                     |               | ◇    |
| 茨城縣         | 茨城放送           | 梅澤美波                     |               |      |
| 栃木縣         | 栃木放送           | 賀喜遙香                     |               | ☆    |
| 新潟縣         | 新潟放送           | 田村真佑                     |               | ◆    |
| 富山縣         | 北日本放送         | 北川悠理                     |               |      |
| 石川縣         | 北陸放送           | 遠藤櫻                       |               | ◇    |
| 福井縣         | 福井放送           | 阪口珠美                     |               | ◆    |
| 山梨縣         | 山梨放送           | 矢久保美緒                   |               | ◆    |
| 長野縣         | 信越放送           | 樋口日奈                     |               | ◆    |
| 靜岡縣         | 靜岡放送           | 早川聖來                     |               | ◇    |
| 中京圈         | 東海電台放送       | 筒井彩萌                     |               | ◆☆   |
| 京都府、滋賀縣 | 京都放送           | 弓木奈於                     |               | ☆    |
| 兵庫縣         | 關西電台           | 林瑠奈                       | 獨立局        |      |
| 和歌山縣       | 和歌山放送         | 佐藤楓                       |               |      |
| 鳥取縣、島根縣 | 山陰放送           | 山崎玲奈                     |               |      |
| 岡山縣         | RSK山陽放送        | 掛橋紗耶香                   |               | ◆☆   |
| 廣島縣         | 中國放送           | 和田瑪雅                     |               | ☆    |
| 山口縣         | 山口放送           | 筒井彩萌                     |               |      |
| 德島縣         | 四國放送           | 柴田柚菜                     |               |      |
| 香川縣         | 西日本放送         | 松尾美佑                     |               | ◇    |
| 愛媛縣         | 南海放送           | 清宮玲                       |               |      |
| 高知縣         | 高知放送           | 筒井彩萌                     |               |      |
| 福岡縣         | RKB每日放送        | 與田佑希                     | JRN單獨加盟局 | ☆    |
| 佐賀縣、長崎縣 | 佐賀電台、長崎放送 | 黑見明香                     |               | ◆    |
| 熊本縣         | 熊本放送           | 齋藤飛鳥                     |               |      |
| 大分縣         | 大分放送           | 吉田綾乃克莉絲蒂             |               | ◇☆   |
| 宮崎縣         | 宮崎放送           | 向井葉月                     |               | ◆    |
| 鹿兒島縣       | 南日本放送         | 岩本蓮加                     |               |      |
| 沖繩縣         | 沖繩電台           | 伊藤理理杏                   |               | ☆    |

## 活動
- 文化放送開播70週年紀念 乃木坂46的「乃」呈現「乃」節（2022年3月15日，東京國際論壇A廳）[74]

## 相關節目
- 日向坂46的「日」－文化放送播出，日向坂46為主持人的廣播節目
- 櫻坂46的「櫻」－文化放送播出，櫻坂46為主持人的廣播節目

## 外部連結
- 乃木坂46的「乃」官方網站（2013年3月19日—2021年3月28日）（页面存档备份，存于）（日語）
- 乃木坂46的「乃」官方網站（2020年12月21日—）（页面存档备份，存于）（日語）
- 乃木坂46的「乃」的X（前Twitter）（2020年4月1日—）（日語）
- 乃木坂46的「乃」的Facebook專頁（2013年8月16日—）（日語）